# Friedrich Hölderlin

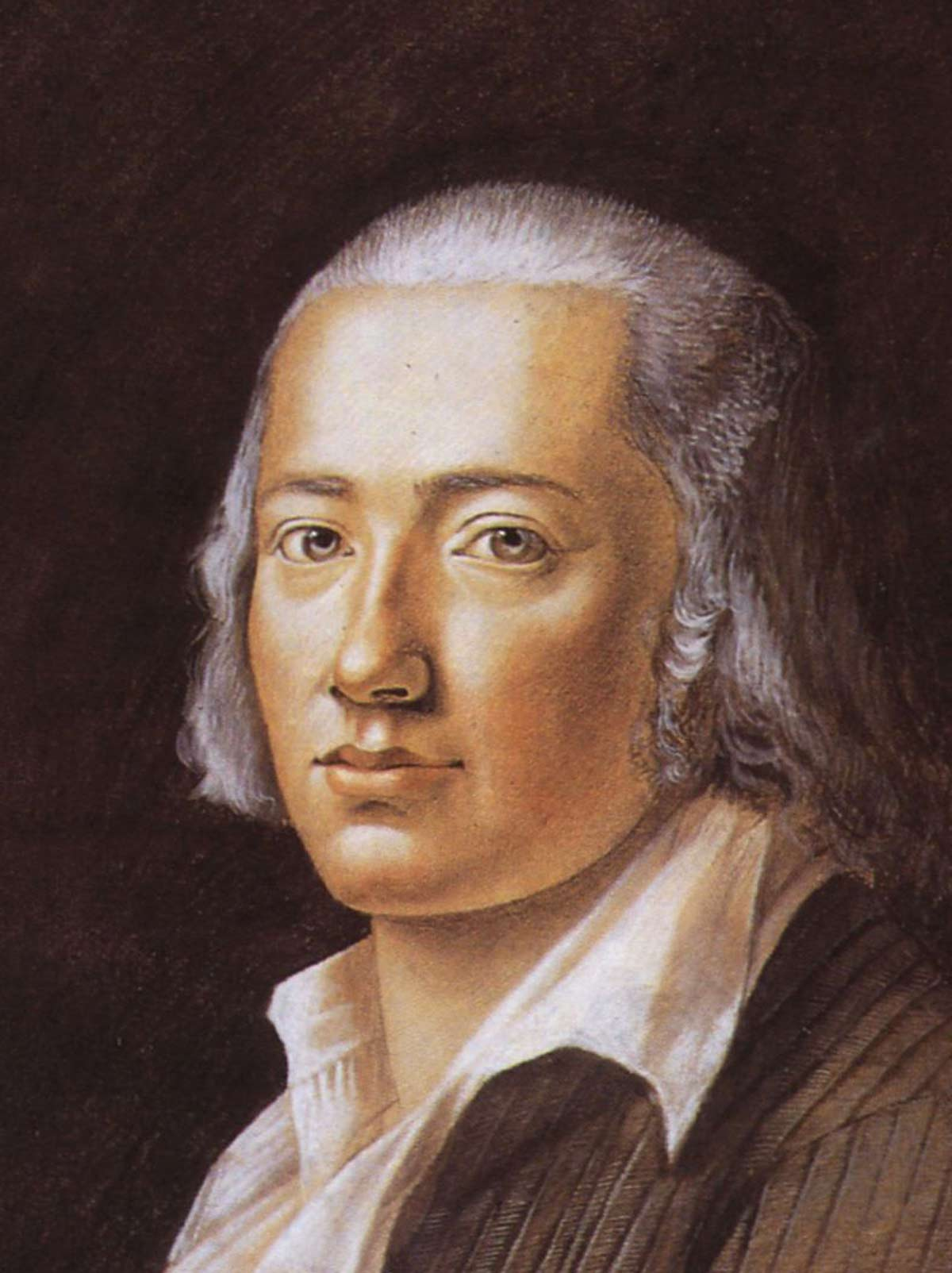
Friedrich Hölderlin, Pastell von Franz Karl Hiemer, 1792; laut Hölderlins Schwester Heinrike jedoch nicht gut getroffen

Johann Christian Friedrich Hölderlin (* 20. März 1770 in Lauffen am Neckar, Herzogtum Württemberg; † 7. Juni 1843 in Tübingen, Königreich Württemberg) war ein deutscher Dichter, der zu den bedeutendsten Lyrikern seiner Zeit zählt. Sein Werk lässt sich innerhalb der deutschen Literatur um 1800 weder der Weimarer Klassik noch der Romantik zuordnen.

## Leben

### Lauffen am Neckar

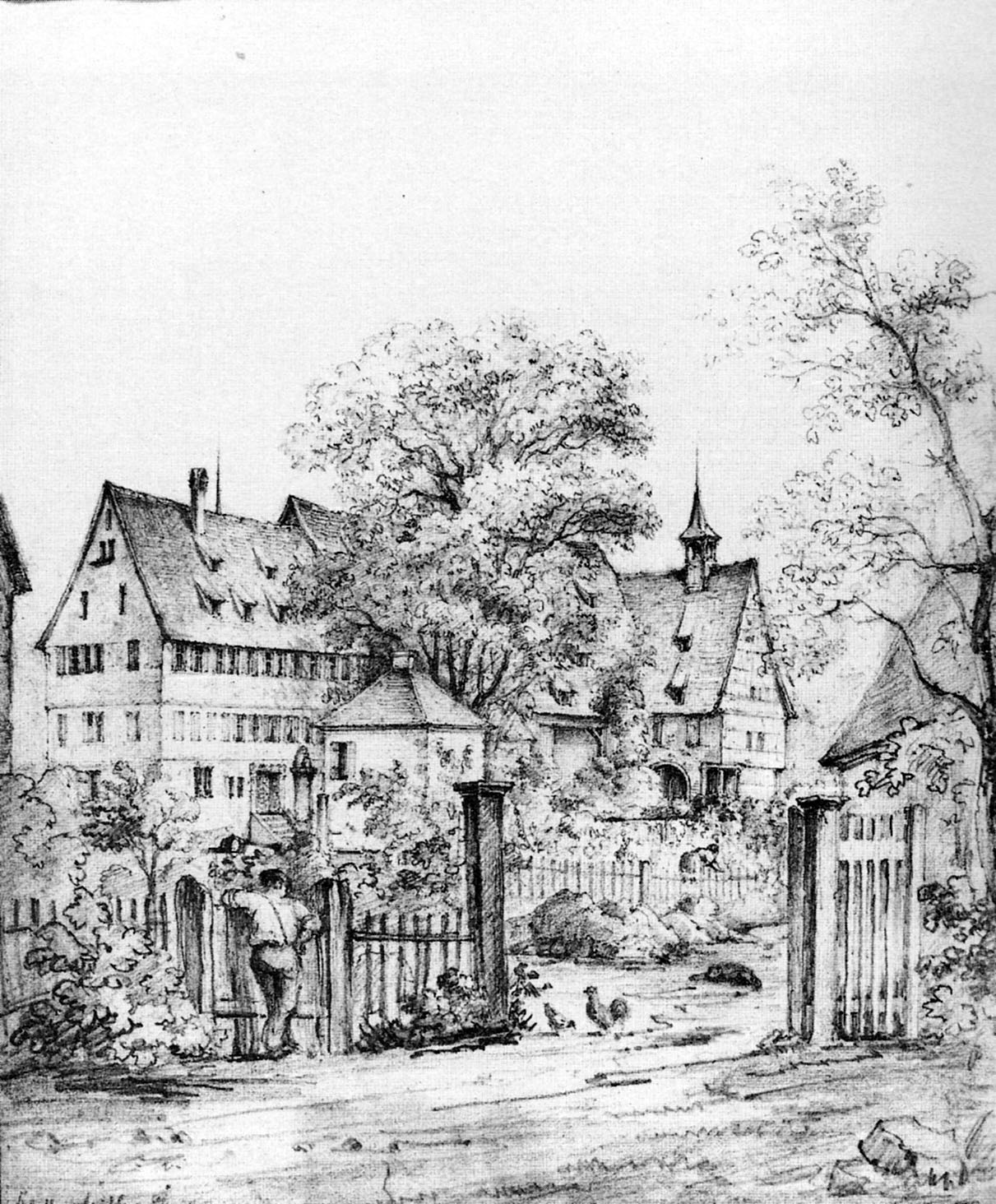
Das Amtshaus des Klosterhofmeisters in Lauffen, Bleistiftzeichnung um 1800 von Julius Nebel. Obwohl man es für Hölderlins Geburtshaus hielt, wurde es 1918 zugunsten eines Neubaus abgerissen.

Friedrich Hölderlin war der Sohn des Klosterhofmeisters Heinrich Friedrich Hölderlin (1736–1772) und dessen Ehefrau, der Pfarrerstochter Johanna Christiana Hölderlin, geb. Heyn (1748–1828). Die Herkunftsfamilien der Eltern gehörten dem gesellschaftlichen Stand der Ehrbarkeit an. Hölderlins Mutter stammte aus einer württembergischen Pfarrersfamilie, die sich auf Regina Bardili, geb. Burckhardt (1599–1669), zurückführen lässt.
Als Klosterhofmeister verwaltete der Vater seit 1762 in landesherrlichem Auftrag die Güter des ehemaligen Dominikanerinnenklosters in Lauffen am Neckar. Seine Amtswohnung befand sich im Amtshaus des Klosterhofmeisters. Hier lebte er mit seiner Frau bis zu seinem frühen Tod im Jahr 1772. Der Sohn Friedrich, der 1770 als erstes Kind geboren wurde, erlebte seine ersten beiden Lebensjahre in diesem Haus. Während man früher glaubte, dass Hölderlin in dem Amtshaus geboren wurde, gilt dies heute als unsicher.
Am 7. April 1771 wurde Friedrichs nächstjüngere Schwester Johanna Christiana Friderica geboren, die am 16. November 1775 verstarb. Am 5. Juli 1772, im Alter von zwei Jahren, verlor er seinen Vater durch einen Schlaganfall. Sechs Wochen nach dessen Tod kam seine Schwester Maria Eleonora Heinrica (* 15. August 1772) zur Welt, in Hölderlins Briefen „Rike“ genannt.
Nach dem Tod des Vaters musste die Mutter vom Amtshaus in das private Wohnhaus der Familie Hölderlin umziehen, das sich ganz in der Nähe befand. In diesem privaten Wohnhaus lebte sie als Witwe von 1772 bis 1774 mit ihren Kindern und mit zwei Tanten Hölderlins. Möglicherweise war es auch Hölderlins Geburtshaus. Zur Zeit seiner Geburt wohnten dort seine beiden Tanten. Da bei Geburten nur Frauen anwesend sein durften, könnte es sein, dass Hölderlins Mutter zu den Tanten ging, um dort zu entbinden. Heute ist dieses Hölderlinhaus in Lauffen ein Hölderlin-Museum und Veranstaltungszentrum.

### Nürtingen
Hölderlins verwitwete Mutter heiratete im Oktober 1774 Johann Christoph Gok (1748–1779), Weinhändler und später auch Bürgermeister in Nürtingen. Die Familie zog in den „Schweizerhof“ in Nürtingen, ein repräsentatives Anwesen mit ländlichem Umgriff in der Neckarsteige, das Gok bereits vor der Heirat gekauft und renoviert hatte, aber nur mit Geld seiner Frau im Lauf der Zeit abzahlen konnte. Friedrich und seine Schwester Heinrike bekamen hier einen Halbbruder, Karl Gok (1776–1849). Johann Christoph Gok starb schon am 13. März 1779 durch eine Lungenentzündung, als Hölderlin knapp neun Jahre alt war, so dass seine erst 30-jährige Mutter zum zweiten Mal Witwe wurde.
In Nürtingen besuchte Hölderlin von 1776 bis 1784 die Lateinschule, außerdem bekam er Klavier- und Flötenunterricht. In der Stadtkirche St. Laurentius wurde er am 18. April 1784 konfirmiert.
In dem Haus in Nürtingen wohnte Hölderlin durchgehend für rund zehn Jahre bis 1784 und seine Mutter bis 1798. Während seiner Studienjahre hielt sich Hölderlin in den Ferien oft hier auf. Das Haus in Nürtingen war auch in den darauf folgenden Jahren immer wieder Zufluchtsort für den nach einer Stellung in der Gesellschaft suchenden Dichter. Hölderlin beschrieb das Gefühl der Heimkehr nach Nürtingen in seinem Gedicht Die Heimath (1798); in der erweiterten Fassung (1800) ist auch von „der Mutter Haus“ die Rede.
In Nürtingen schrieb er auch an seinem Briefroman Hyperion, wobei ihn sein Bruder Karl unterstützte.

### Ausbildung zum Theologen
Hölderlin folgte zunächst dem Wunsch seiner Mutter, die sich für ihn den Beruf des Pfarrers vorstellte. Zur Vorbereitung auf die Aufnahmeprüfung an einer Klosterschule erhielt er ab 1782 in Nürtingen bei Nathanael Köstlin Privatunterricht in Griechisch, Hebräisch, Latein und Rhetorik. In dieser Zeit lernte er den fünf Jahre jüngeren Friedrich Wilhelm Joseph Schelling kennen, der 1783/84 ebenfalls die Lateinschule in Nürtingen besuchte.
Nach bestandenem Landexamen im September 1783 besuchte Hölderlin ab Oktober 1784 die evangelische Klosterschule in Denkendorf (1784–1786) und ab Oktober 1786 das Seminar in Maulbronn (1786–1788). In Maulbronn erlebte er eine erste Liebe zu Louise Nast (1768–1839), der Tochter des Klosterverwalters Johann Conrad Nast. Die Verlobung mit ihr löste Hölderlin jedoch 1790 wieder auf. In einem Brief an Louise Nast schreibt er Anfang 1790 aus Tübingen: „Es ist und bleibt mein unerschütterlicher Vorsatz, Dich nicht um Deine Hand zu bitten, bis ich einen Deiner würdigen Stand erreicht habe. […] ich will heiter Dir Glück wünschen, wenn Du einen Würdigen wählst, und Du wirst dann erst einsehen, daß Du mit Deinem mürrischen, mißmutigen, kränkelnden Freunde nie hättest glücklich werden können.“
Während des anschließenden Theologiestudiums an der Universität Tübingen (1788–1793) war er Stipendiat im Tübinger Stift. Zu seinen Lehrern zählte Karl Philipp Conz. Hölderlin schloss in Tübingen Freundschaft mit den späteren Philosophen Hegel und Schelling, mit denen er sich intensiv austauschte. Mit seinen Freunden Rudolf Magenau und Christian Ludwig Neuffer gründete er einen „Dichterbund“. Eine Liebesbeziehung verband ihn mit Elise Lebret, der Tochter des Universitätskanzlers Johann Friedrich Lebret. 1792 erschienen erste Gedichte Hölderlins in Gotthold Stäudlins Musenalmanach. Hölderlin schloss das Studium erfolgreich ab, entschied sich dann aber – nach seiner Entlassung aus dem Tübinger Stift im September 1793 – nicht Pfarrer, sondern Dichter zu werden. Bereits im November 1791 hatte er in einem Brief an seinen Freund Christian Ludwig Neuffer herausgestellt: „Daß ich noch im Kloster bin, ist Ursache die Bitte meiner Mutter. Ihr zu lieb kann man wohl ein paar Jahre versauren.“

### Hauslehrerjahre
Um seinen Lebensunterhalt zu verdienen, war Hölderlin nach dem Studium zunächst als Hauslehrer für Kinder wohlhabender Familien tätig. Nur über die Vermittlung von Freunden und Bekannten gelang es ihm, an solche „Hofmeisterstellen“ zu kommen.

#### Waltershausen
Am 23. Mai 1793 hatte sich die Majorsgattin Charlotte von Kalb (1761–1843) in einem Brief an Friedrich Schiller gewandt und ihn gebeten, ihr bei der Suche nach einem neuen Hofmeister für ihren zehnjährigen Sohn Fritz behilflich zu sein. Charlotte von Kalb galt als enge Vertraute und Freundin Friedrich Schillers. Am 20. September 1793 hatte Hölderlins Förderer Gotthold Stäudlin in einem Brief an Friedrich Schiller Hölderlin als neuen Hofmeister empfohlen. Nach einem kurzen Besuch Hölderlins bei Schiller in Ludwigsburg am 1. Oktober 1793 und der Zustimmung durch Charlotte von Kalb am 23. Oktober 1793 reiste Hölderlin schließlich am 20. Dezember 1793 zunächst zu Fuß nach Stuttgart und von dort mit der Postkutsche weiter nach Nürnberg. Über Erlangen, Coburg gelangte er nach Waltershausen im Grabfeld. Dort traf er am 28. Dezember 1793 ein und begann seine Stellung als Hauslehrer. Für seinen Zögling Fritz gab sich Hölderlin zwar Mühe, kam aber mit ihm nicht zurecht, wie vor ihm schon der Dorfpfarrer und der vorige Hauslehrer. Zu der Hausgemeinschaft gehörte auch Wilhelmine Kirms, die Gesellschafterin der Frau von Kalb. Über die 22 Jahre alte Frau schrieb Hölderlin in einem Brief an seine Schwester: „Die Gesellschafterin der Majorin, eine Wittwe aus der Lausiz, ist eine Dame von seltnem Geist und Herzen, spricht französisch und Englisch, und hat so eben die neuste Schrift von Kant bei mir gehohlt. Überdiß hat sie eine ser interessante Figur.“ Als Wilhelmine Kirms im Dezember 1794 in ihren Heimatort Meiningen zurückkehrte, war sie schwanger; im Juli 1795 gebar sie eine Tochter, die am 20. September 1796 starb. Dass Hölderlin der Vater des Kindes war, liegt nahe, ist aber nur eine unbelegte Vermutung; auch andere Männer kamen als Vater in Frage.

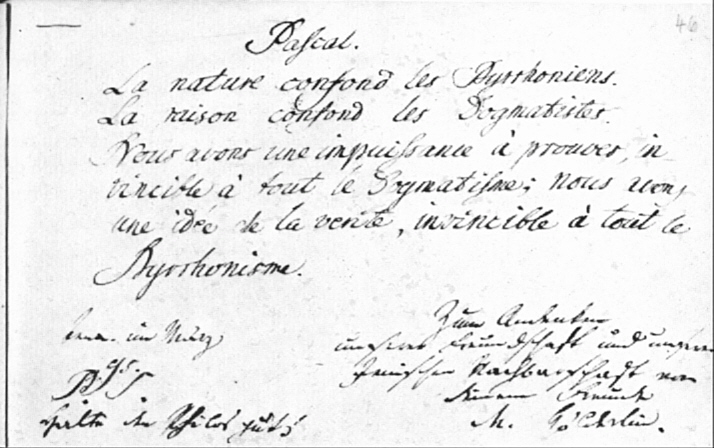
Eintrag Hölderlins im Stammbuch des Studenten Johann Camerer, Jena, März 1795

Hölderlins Dienstverhältnis bei Charlotte von Kalb wurde am 16. Januar 1795 gekündigt. Er ging nach Jena und besuchte die Universität Jena, um dort Vorlesungen von Johann Gottlieb Fichte zu hören. Er lernte während dieses Aufenthaltes Johann Wolfgang von Goethe und den von ihm besonders verehrten Friedrich Schiller kennen. Ab November 1794 war Hölderlin häufig zu Gast bei Schiller. Auch machte er die Bekanntschaft Friedrich von Hardenbergs (Novalis) und Isaac von Sinclairs, mit dem er ab April 1795 ein Gartenhäuschen in Jena bewohnte. Ende Mai 1795 verließ Hölderlin die Universitätsstadt fluchtartig, weil er glaubte, sein großes Vorbild Schiller enttäuscht zu haben, und sich neben ihm nichtig wie ein kleiner Schüler fühlte. Im August 1797 beschrieb Hölderlin dieses schwierige Verhältnis zu seinem Vorbild in einem Brief an Schiller: „So lang ich vor Ihnen war, war mir das Herz fast zu klein, und wenn ich weg war, konnt ich es gar nicht mehr zusammenhalten. Ich bin vor Ihnen wie eine Pflanze, die man erst in den Boden gesetzt hat. Man muß sie zudecken um Mittag.“ Verwirrt und mit Zeichen der Verwahrlosung tauchte er im Juni 1795 wieder in Nürtingen auf und verbrachte dort einen unglücklichen Sommer.

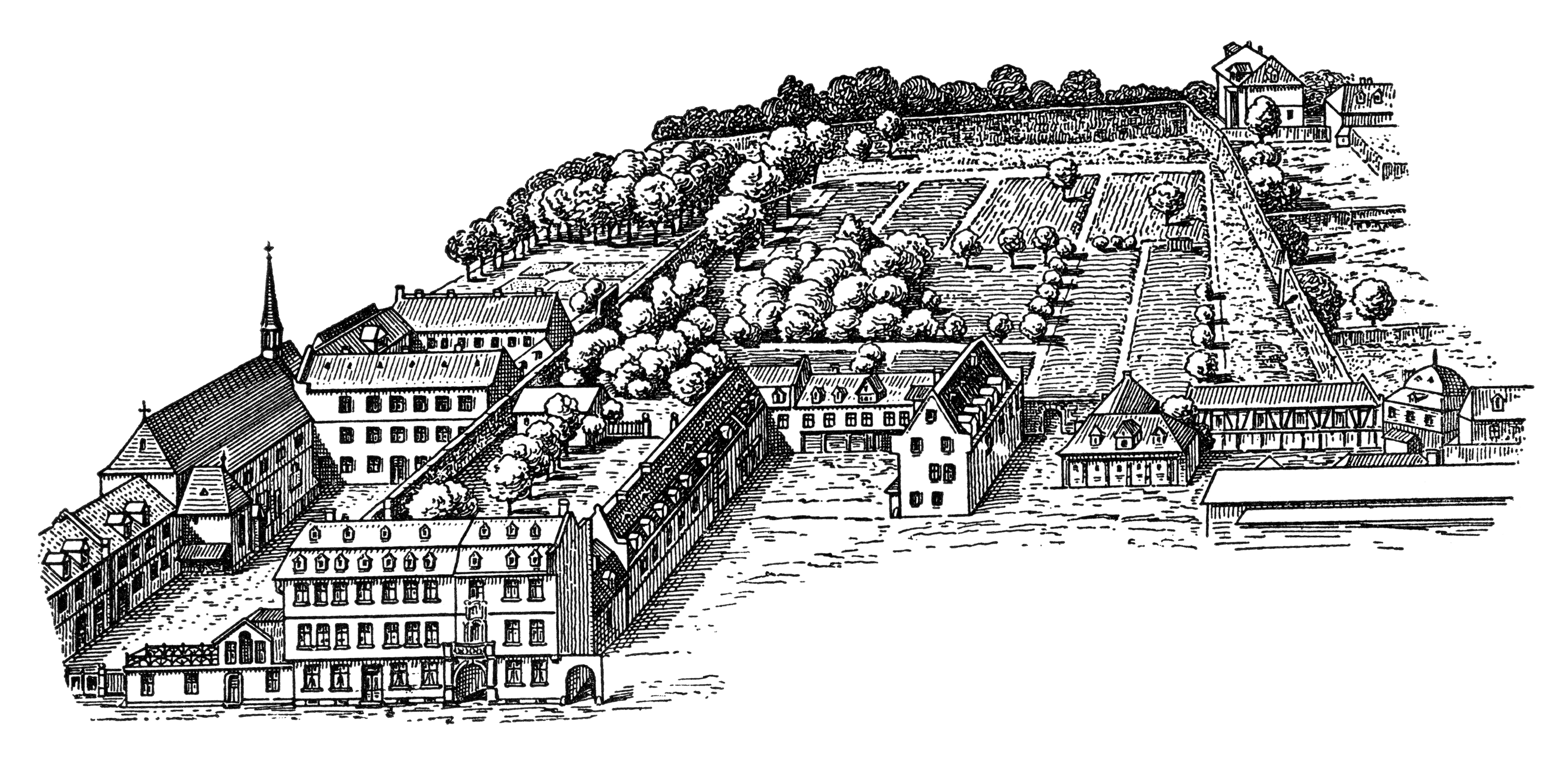
Frankfurt am Main Weißfrauenkirche Anlage mit Garten des Weißen Hirschs, des Anwesens Jakob Gontards, nach Westen 1872

#### Frankfurt am Main und Driburg
Durch die Vermittlung seines guten Freundes Isaac von Sinclair und dessen Freund Johann Gottfried Ebel, den Hölderlin zuvor auf seinem Weg von Jena nach Nürtingen in Heidelberg besucht hatte, erhielt Hölderlin eine neue Hauslehrerstelle. Ebel hatte als Hausfreund des Frankfurter Bankiers Jakob Friedrich Gontard (1764–1843) das Stellenangebot an Hölderlin weitergeleitet und ihm empfohlen, dieses anzunehmen. Diese Empfehlung nahm Hölderlin gern an, da er befürchten musste, dass er ansonsten durch das Konsistorium zum Pfarrdienst eingezogen würde. Am 28. Dezember 1795 traf Hölderlin in Frankfurt ein und wurde dort ab Anfang Januar 1796 Hauslehrer der vier Kinder von Jakob Friedrich Gontard. Hölderlin sollte sich vor allem um den 1787 geborenen Sohn Friedrich Heinrich, auch bekannt als Henry Gontard (1787–1816), kümmern. Hier begegnete er Jakob Friedrich Gontards intelligenter, kultivierter, kunstsinniger und literarisch interessierter Ehefrau Susette (1769–1802), deren Schönheit zudem berühmt war. Hölderlin empfand rasch eine große Zuneigung zu dieser Hausherrin und sie wurde seine große Liebe. Die Begegnung mit Susette Gontard ist als das eigentlich wesentliche Schlüsselelement im Leben Hölderlins zu verstehen. Susette, die 1786 als Siebzehnjährige mit ihrem Cousin zweiten Grades verheiratet wurde, ist das Modell für die Diotima in Hölderlins Briefroman Hyperion.
Da Frankfurt im Sommer 1796 bedroht war, von französischen Truppen besetzt zu werden, schickte Jakob Friedrich Gontard seine Mutter Susanne Maria Gontard geborene d’Orville (1735–1800), seine ledige Schwester Margarethe Gontard (1769–1814), seine Frau Susette zusammen mit ihren vier Kindern, einer Gouvernante und dem Hauslehrer Hölderlin auf eine Reise über Kassel Richtung Hamburg zu Verwandten. In Kassel angelangt, kam es zu einem Treffen mit Wilhelm Heinse. Als neues Ziel wurde Driburg (heute Bad Driburg) gewählt, wohin Heinse die Familie Gontard zusammen mit Hölderlin begleitete. Sie hielten sich dann im Driburger Kurpark bis zum September 1796 auf. Hölderlin beschrieb die Zeit in Driburg später als glücklichste seines Lebens.
Zurück in Frankfurt war Hölderlin noch weitere zwei Jahre bis zum September 1798 Hofmeister bei der Familie Gontard. Im Januar 1797 traf Hegel in Frankfurt ein, dem Hölderlin eine Hofmeisterstelle im Haus des Weinhändlers Gogel vermitteln konnte. Mit Hegel stand Hölderlin in regem Gedankenaustausch und besuchte im August 1797 auch nochmals Goethe während dessen Aufenthalt in Frankfurt. Als Gontard von der Beziehung seiner Ehefrau zum Erzieher des Sohnes erfuhr, musste Hölderlin seine Tätigkeit im Haus des Bankiers beenden. Er flüchtete Mitte September 1798 nach Homburg zu seinem Studienfreund Isaac von Sinclair. Hölderlin befand sich in einer schwierigen finanziellen Situation (obwohl einige seiner Gedichte mit Hilfe seines Gönners Schiller veröffentlicht wurden) und war auf die materielle Unterstützung durch seine Mutter angewiesen. Schon damals wurde bei ihm das Leiden an einer schweren „Hypochondrie“ festgestellt; ein Zustand, der sich nach seinem letzten Treffen mit Susette Gontard 1800 verschlechterte. Anfang Juni 1800 kehrte er erneut zurück in seine Heimat und verbrachte den Sommer und Herbst im Kreise seiner Freunde in Stuttgart. Im Herbst 1800 hatte er an seine Familie geschrieben: „Nur Glauben und Liebe und Hoffnung soll nie aus meinem Herzen weichen, dann gehe ich, wohin es soll, und werde gewiß am Ende sagen: ich habe gelebt!“

#### Hauptwil (St. Gallen)
Im Januar 1801 reiste Hölderlin von Stuttgart in die Schweiz nach Hauptwil, um dort die jüngere Schwester des Kaufmanns Emanuel von Gonzenbach zu unterrichten. Er fühlte sich zunächst sehr wohl und schrieb in einem Brief an seinen Freund Christian Landauer (1769–1845): „Dann kannst du wohl auch denken, wie mir jetzt im Frühlingsanfang alle Elemente wohltun, und wie ich die Augen weide an den Hügeln und Bächen und Seen herum, da dies seit drei Jahren der erste Frühling ist, den ich mit freier Seele und frischen Sinnen genieße.“ Hölderlin blieb jedoch nur drei Monate dort, bis ihm am 11. April 1801 gekündigt wurde. Als Grund gab von Gonzenbach an, dass zwei junge Knaben, „welche zu mir kommen sollten, und die eigentlich Hauptgegenstand meines Erziehungsplans waren“, doch nicht zu ihm kommen würden und er dadurch Hölderlins Unterricht nicht mehr benötige. „Ich bedaure von Herzen, dass uns das Schicksal so bald wieder trennen soll.“ Noch im April 1801 musste Hölderlin die Heimreise nach Nürtingen antreten. Vergeblich versuchte er anschließend, in Jena Vorlesungen halten zu können.

#### Bordeaux
Am 28. Januar 1802 traf Hölderlin nach einer gefährlichen Fußreise über die Auvergne in Bordeaux ein, um dort eine Tätigkeit als Hauslehrer der Kinder des Hamburger Konsuls und Weinhändlers Daniel Christoph Meyer zu beginnen. Nach wenigen Monaten kehrte er aus ungeklärten Gründen zurück nach Württemberg. Gemäß dem Eintrag in seinem Pass überquerte er am 7. Juni 1802 die Rheinbrücke bei Kehl, erreichte Stuttgart aber erst Ende des Monats und in angeblich so verwahrlostem und verwirrtem Zustand, dass Freunde ihn zunächst kaum wiedererkannten. Spätestens hier erreichte ihn auch die Nachricht vom Tod Susettes, die am 22. Juni 1802 in Frankfurt an den Röteln gestorben war. In einem Brief vom 30. Juni 1802 schrieb Isaac von Sinclair an Hölderlin: „Der edle Gegenstand deiner Liebe ist nicht mehr.(...) Am 22. dieses Monats ist die G. gestorben an den Röteln, am zehnten Tage ihrer Krankheit. Ihre Kinder hatten sie mit ihr und überstanden sie glücklich. (...) Es hat mich tief gerührt und ich weine, indem ich dies schreibe.“ Die Ereignisse in diesem Juni 1802 sind historisch unklar und Gegenstand divergierender Interpretationen (so von Adolf Beck, Pierre Bertaux und D. E. Sattler).
Hölderlin kehrte 1803 zur Mutter nach Nürtingen zurück und stürzte sich in Arbeit. Er übersetzte Sophokles und Pindar, nach dessen Vorbild er auch seine eigenen Gesänge (oder Hymnen) konzipierte. Hölderlins Sophokles-Übersetzung erschien 1804 bei Friedrich Wilmans in Frankfurt am Main.

### Hofbibliothekar in Homburg
Hölderlins Freund Sinclair, der inzwischen Hessen-Homburger Regierungschef geworden war, verschaffte ihm 1804 eine Stelle als Hofbibliothekar; das Gehalt zahlte Sinclair aus eigener Tasche. Für den Homburger Landgrafen Friedrich V. entstand unter anderem der Gesang Patmos, eine Komposition „von überirdischem Maß“, wie der Kunsthistoriker Fried Lübbecke urteilt. Dieser war Teil eines großangelegten Zyklus vaterländischer Gesänge, von dem das berühmte Homburger Folioheft zeugt (darin unter anderem Entwürfe zu Der Ister, Griechenland, Die Titanen, Kolomb, Mnemosyne). 1805 wurde mit seinen Nachtgesängen auch das berühmte kurze Gedicht Hälfte des Lebens veröffentlicht.
Im Februar 1805 wurde Sinclair auf Antrag des Kurfürsten Friedrich II. von Württemberg verhaftet und ein Hochverratsprozess gegen ihn angestrengt, der ergebnislos verlief. Die Ermittlungen gegen den angeblich darin verwickelten „württembergischen Untertanen“ Hölderlin wurden bald eingestellt. Der Homburger Arzt und Hof-Apotheker Müller berichtete in einem Gutachten vom 9. April 1805, Hölderlin sei zerrüttet und sein Wahnsinn in Raserei übergegangen. Im August 1806 schrieb Sinclair an Hölderlins Mutter, er könne für seinen Freund nicht mehr sorgen.

### Zwangsbehandlung am Universitätsklinikum Tübingen

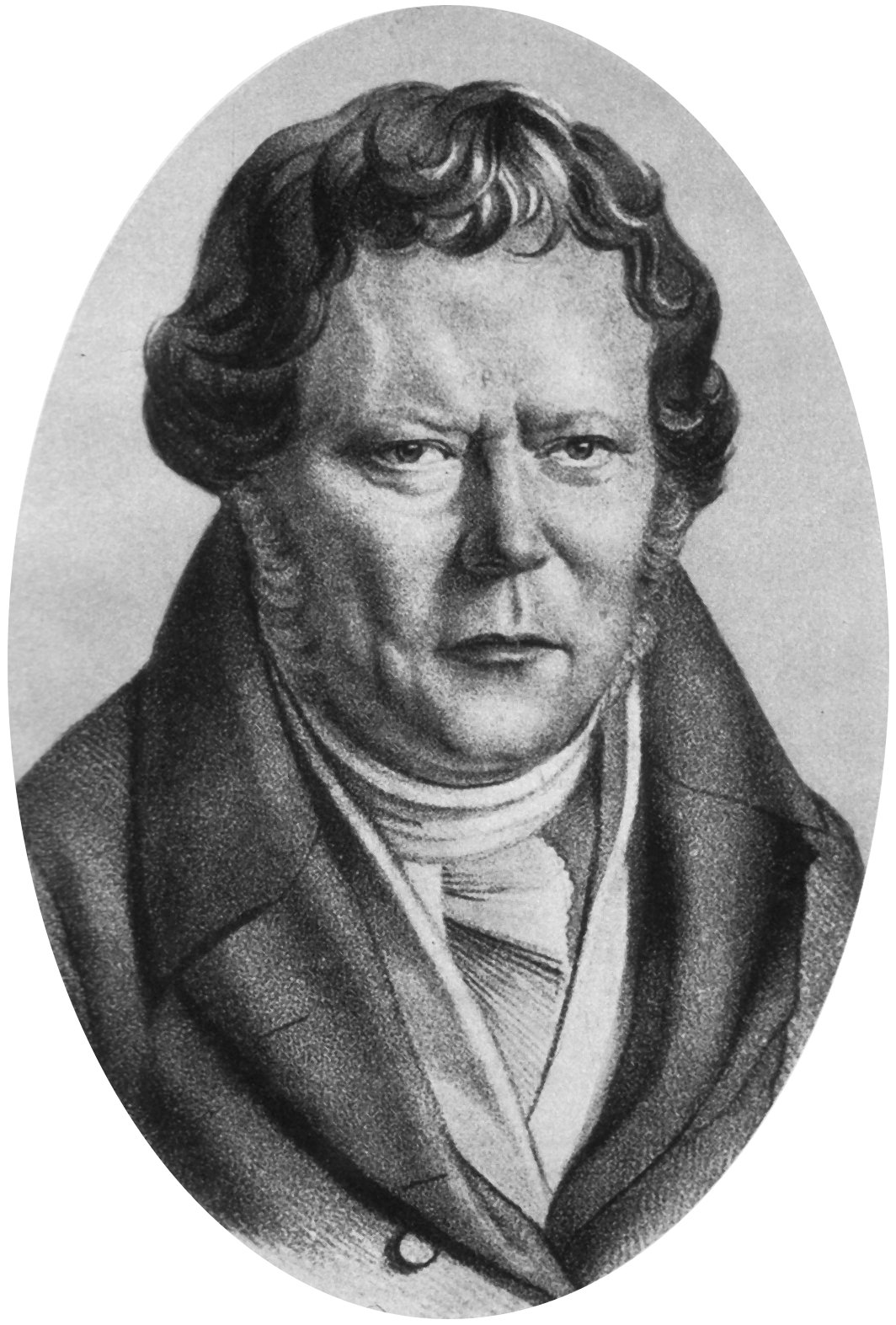
Johann Heinrich Ferdinand von Autenrieth

Am 11. September 1806 verfrachtete man Hölderlin in Homburg mit Gewalt in eine Kutsche, um ihn nach Tübingen zu bringen. Er wehrte sich heftig, schlug auf seine Begleiter ein und versuchte mehrmals aus dem Wagen zu springen. In Tübingen wurde er in das von Johann Heinrich Ferdinand Autenrieth geleitete Universitätsklinikum eingewiesen. Am Tübinger Klinikum wurde er 231 Tage lang festgehalten. Spätestens seit dieser Zeit galt Hölderlin seinen Zeitgenossen als wahnsinnig.
Autenrieth diagnostizierte eine „Manie als Nachkrankheit der Krätze“. Er beauftragte den Medizinstudenten und späteren Dichter Justinus Kerner mit der Durchführung der Behandlung. Die Krankengeschichte, die Kerner im Auftrag Autenrieths geführt haben muss, ist verschollen, so dass über den Verlauf der Behandlung wenig bekannt ist. Wilhelm Lange fand im Jahr 1908 immerhin das Rezeptbüchlein wieder. Daraus geht hervor, dass Hölderlin Abführmittel verabreicht wurden. Er musste mindestens einmal, vermutlich aber wiederholt vierwöchige Zyklen medikamentöser Behandlungen über sich ergehen lassen. Diese provozierten intensive und anhaltende, zum Teil blutige Durchfälle, neben möglichen Phasen von Sedierung und Beruhigung.
Die Zwangsbehandlung Hölderlins war für damalige Verhältnisse fortschrittlich, weil es zu dieser Zeit noch eine neuartige Idee war, Wahnsinnige medizinisch zu behandeln, statt sie nur einzusperren. Die Behandlung scheint aber in vielen Phasen eine geradezu traumatische Qualität gehabt zu haben; man kann kaum annehmen, dass das psychische Befinden Hölderlins sich dadurch verbessert hat.

### Zweite Lebenshälfte im Turmzimmer

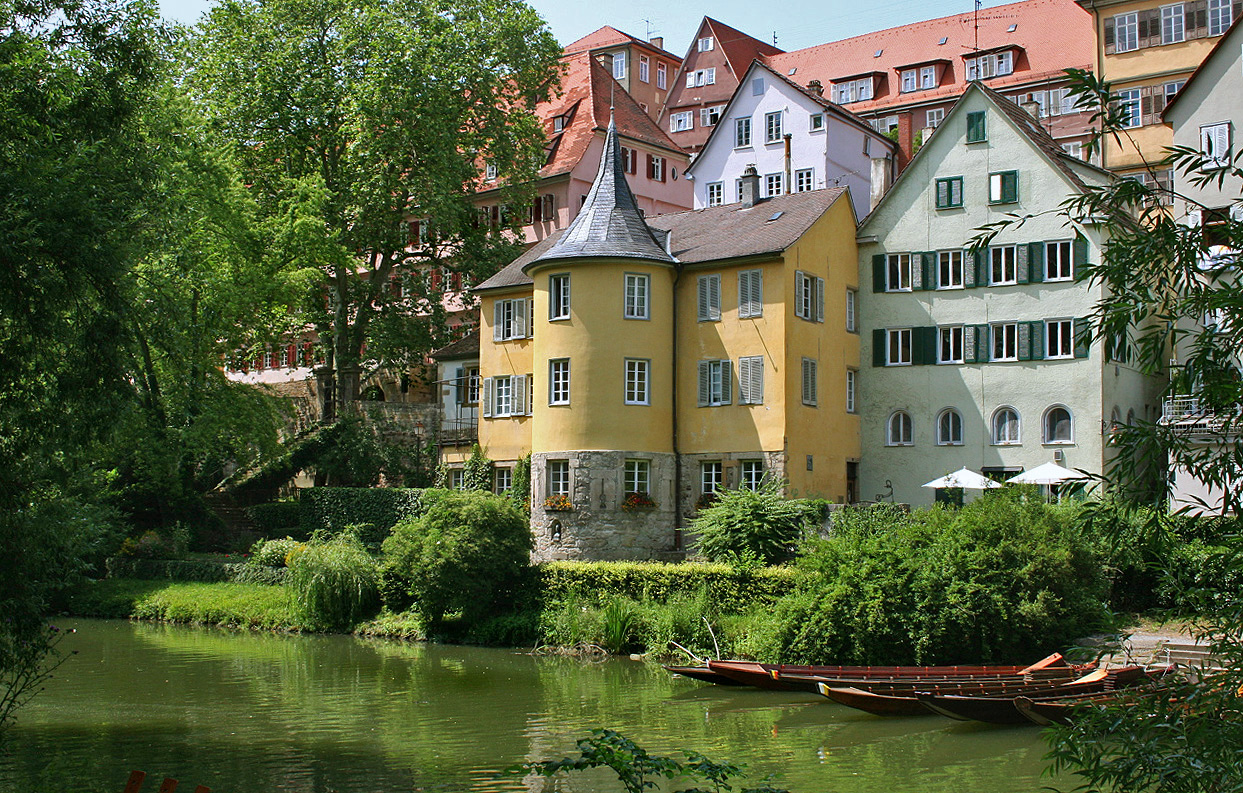
Der Hölderlinturm in Tübingen

1807 kam Hölderlin, am 3. Mai von Autenrieth als „unheilbar“ und mit der Aussicht auf nur wenige weitere Lebensjahre entlassen, zur Pflege in den Haushalt Ernst Zimmers, eines Tübinger Tischlers und Bewunderers des Hyperion. Hier bewohnte er als Mitglied des Haushalts und mit familiär-fürsorglicher Unterstützung, zuletzt durch Lotte Zimmer, eine Turmstube oberhalb des Neckars (Hölderlinturm). Hermann Hesse schrieb 1913 mit der Erzählung Im Presselschen Gartenhaus eine schöne Anekdote aus diesem Lebensabschnitt Hölderlins.
Zudem bestand eine Vormundschaft durch die Mutter, nach deren Tod 1828 durch den Oberamtspfleger Burk. Hölderlin war finanziell sowohl durch ein privates Erbe als auch durch eine Sonderrente vom württembergischen Hof abgesichert.
Zwar nahm Hölderlin in den ersten Jahren nach dem Klinikaufenthalt das dichterische Schaffen wieder auf, jedoch zeigten sich häufig starke und länger andauernde Erregungszustände mit einer danach folgenden Apathie. Ein Hinweis darauf, dass ihm seine Situation bewusst war und wie er sie empfand, ist ein oft zitiertes Gedicht vom Januar 1811:
Das Angenehme dieser Welt hab ich genossen,

Die Jugendstunden sind, wie lang! wie lang! verflossen,

April und Mai und Julius sind ferne

Ich bin nichts mehr; ich lebe nicht mehr gerne!
Seit April 1812, als er eine schwere körperliche Erkrankung unklarer Diagnose durchmachte, wurden die Erregungszustände seltener und milder. Hölderlin dehnte seine soziale und künstlerische Aktivität aus, spielte beispielsweise viel Klavier. Auch nahm er die Korrespondenz mit der Mutter wieder auf, wenn er auch in seinen Briefen eigentümlich formelhaft blieb. Im Jahr 1813 erlebte er die Geburt von Lotte Zimmer, seiner späteren Pflegerin.
Nachdem sich Hölderlin in den Jahren ab 1816 stärker auf die Hausgemeinschaft zurückgezogen hatte, wurde er, offenbar unter dem Eindruck der Besuche Wilhelm Waiblingers ab 1822 (bis 1826), wieder vermehrt künstlerisch produktiv. Er unternahm mit Waiblinger lange und ausgedehnte Spaziergänge. Waiblinger überlieferte später Hölderlins apokryphen, vielleicht den Gesängen zuzuordnenden Prosatext In lieblicher Bläue. 1826 erfolgte die Publikation einer ersten Werksammlung durch Gustav Schwab und Ludwig Uhland, jedoch ohne direkte Mitwirkung Hölderlins an der Herausgabe des Buches.
Zwischen 1829 und 1837 wurde Hölderlin als „Tübinger Attraktion“ zunehmend Opfer zahlreicher, von ihm nicht selten als störend empfundener Besuche von Fremden und Reisenden. Insbesondere diesen Fremden gegenüber verhielt er sich oftmals sehr befremdlich und in geradezu schauspielerischer Weise „verrückt“. Ansonsten begrenzte er seine Kontakte auf die Hausgemeinschaft, brach den Kontakt mit seiner eigenen Familie ab und widmete sich seiner dichterischen Aktivität, wobei sich seine Gedichte dieser spätesten Jahre durch eine hohe formale Ordnung, eine gewisse Vereinfachung der Themenwahl (etwa „Jahreszeiten“) sowie einen Verlust des dichterischen „Ich“ auszeichnen. Ab 1837 verwendete er dann auch – wie bereits 1789/1799 („D.“, „Hillmar“) – Pseudonyme: „Buonarotti“, „Scardanelli“ (u. a. im dichterischen Schaffen). Ferner datierte er Gedichte teils Jahrzehnte bis Jahrhunderte in die Vergangenheit oder Zukunft.
Nach dem Tod von Ernst Zimmer 1838 übernahm Lotte Zimmer die Verantwortung für die Pflege. Sie begleitete Hölderlin in seinen letzten Lebensjahren. Zwischen 1841 und 1843 kam Christoph Theodor Schwab, der dann 1846 eine erste Hölderlin-Biografie schrieb, mehrmals zu Besuch und regte Hölderlin zu neuer poetischer Tätigkeit an: In diesen Jahren entstand der Scardanelli-Liederzyklus.

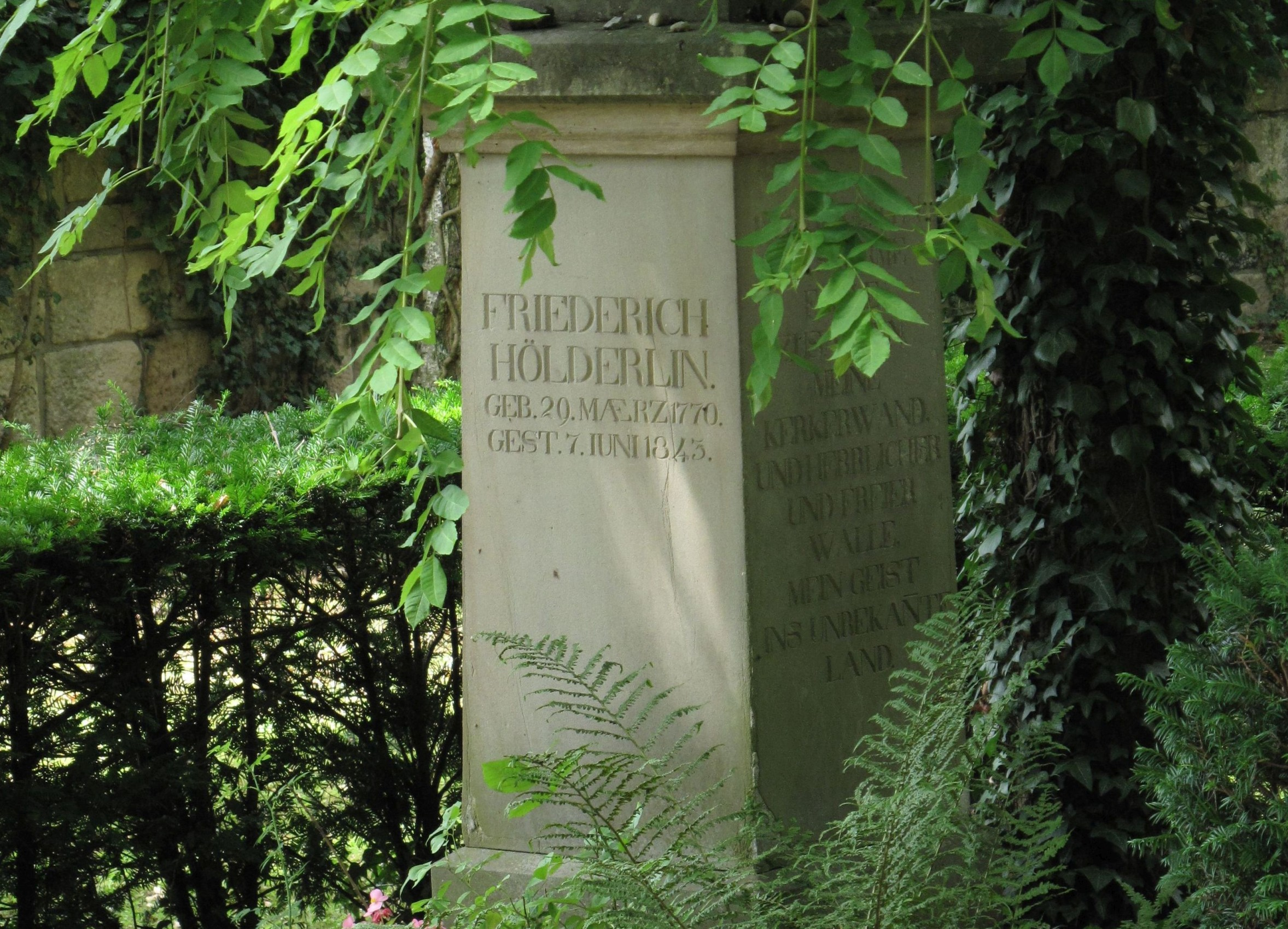
Hölderlins Grabstätte auf dem Tübinger Stadtfriedhof

Hölderlin starb am 7. Juni 1843 um Mitternacht bei weitgehender körperlicher Gesundheit. Die Grabstätte Friedrich Hölderlins ist auf dem Tübinger Stadtfriedhof erhalten.
Das Grabmal wurde 1844 auf Veranlassung von Hölderlins Halbbruder Karl Gok gesetzt. Hölderlins Vorname ist auf dem Grabmal falsch geschrieben (Friederich statt Friedrich), zudem ist das Geburtsdatum falsch angegeben (29. statt 20. März). Auf einer Seite des Grabmals ist eine Widmung eingemeißelt: „Dem Andenken seines theuren Bruders von Carl F. v. Gok.“ Hölderlins Schwester Heinrike Breunlin hatte sich gewünscht, ebenfalls genannt zu werden, was Karl Gok ihr verweigerte. Eine weitere Seite enthält in Großbuchstaben Zeilen aus Hölderlins Gedicht Das Schicksal: „Im Heiligsten der Stürme falle zusammen meine Kerkerwand. Und herrlicher und freier walle mein Geist ins unbekannte Land.“

## Werk

### Das lyrische Werk
Hölderlins Bedeutung als Dichter beruht auf seinem lyrischen Werk. Er bevorzugte die hohen Formen der Poesie (Hymne, Ode, Elegie).

#### Jugendgedichte (1784–1788)
Die Schülergedichte lassen den Geist des Pietismus erkennen. Hölderlin beklagt die lebensfeindliche Enge der Klosterschulen; seine Gedichte sind von Melancholie, Einsamkeit und Rückzug in die Innerlichkeit geprägt. Vorbilder sind die Dichter der Empfindsamkeit, Klopstock und der junge Schiller.

#### Die Tübinger Hymnen (1790–1793)
Der Bruch mit der Jugenddichtung erfolgte erst im Jahre 1790, als Hölderlin bereits zwei Jahre im Stift war. Hölderlin begrüßte begeistert die französische Revolution, begann sich mit Kants kritischer Philosophie auseinanderzusetzen und las intensiv griechische Literatur und Philosophie. Das antike Griechenland stellte das Leitbild dar, das Hölderlin der feudalabsolutistischen Unterdrückung seiner Gegenwart entgegensetzte. Die frühen Tübinger Hymnen feiern die Befreiung der Menschheit und bleiben doch an die Harmonievorstellungen des 18. Jahrhunderts gebunden. Jochen Schmidt urteilte: „Getragen sind alle diese Reimhymnen von einer idealistisch-abstrakten Emphase, die das Konkrete und Reale überhöht und verflüchtigt.“ In Menschenbeifall (1796) kritisiert Hölderlin das leere Pathos der frühen Hymnen selbst.

#### Die Frankfurter Odendichtung (1796–1798)
In den Jahren 1794–1798 konzentrierte sich Hölderlin auf seinen Roman, den Hyperion. Das lyrische Werk trat dem gegenüber zurück. Hölderlin bildet dennoch in dieser Zeit seine Meisterschaft in der Oden-Dichtung aus. Die meisten Oden der Frankfurter Zeit sind Kurzoden mit zwei oder drei Strophen, die zum Teil später weiter ausgearbeitet werden. Verglichen mit dem Hymnus erfordert die strenge Form der Ode Konzentration und große geistige Disziplin. In den Oden findet Hölderlins pantheistische Weltanschauung ihren Ausdruck, die sich am antiken Pantheismus, an Spinoza, am spinozistischen Schrifttum seiner Zeit und am Naturkult Rousseaus orientiert.
Zur Odendichtung zu zählen ist auch der in zwei Fassungen entstandene Dichtermut aus der Zeit um 1800 sowie dessen 1805 erschienene Überarbeitung unter dem Namen Blödigkeit.

#### Die lyrische Dichtung der Homburger Zeit (1798–1800)
Nach der Trennung von Susette Gontard steht zunächst die Elegiendichtung im Vordergrund. Hölderlin wird von einem tragischen Lebensgefühl ergriffen. Parallel zu den Homburger Fragmenten über Ästhetik und Poetologie nimmt die dichterische Selbstreflexion in Hölderlins lyrischen Arbeiten breiten Raum ein.

#### Hölderlins Spätlyrik (1800–1806)
Die späten Hymnen haben Hölderlins Ruhm im 20. Jahrhundert begründet. Da viele von ihnen aus mehreren Bearbeitungsschichten bestehen, ist die Edition schwierig. Vorbild für Hölderlin ist Pindar, ein griechischer Lyriker aus dem 6./5. Jahrhundert v. u. Z., den Hölderlin im Jahre 1800 intensiv las. Die freien Rhythmen und den Strophenbau hat Hölderlin von ihm übernommen. Das zentrale Motiv Hölderlins ist durch die hymnische Gattungstradition vorgegeben. Es ist Aufgabe des Hymnus, die Epiphanie (Erscheinung) des Gottes zu rufen. Hölderlin will das Wesen des Göttlichen, dessen Verhältnis zum Wirklichen und zur Poesie verstehen. Das Absolute muss sich im Irdischen ausdrücken, da sich das Göttliche nicht selbst fühlt. Hölderlin wähnte sich nach der französischen Revolution in einer Zeit der Götterferne. Während der „heiligen Nacht“ (Brot und Wein, V. 123) sei es Aufgabe des Dichters, den Gedanken der Menschen an ein höheres Leben wachzuhalten.
Eine wichtige Rolle spielen die Halbgötter in Hölderlins Spätwerk, Dionysos, Herakles und Prometheus. Sie sind menschlich-göttliche Zwischenwesen, Vermittler von Gott und Mensch. Dionysos ist der Sohn des Zeus und der thebanischen Königstochter Semele (Wie wenn am Feiertage, V. 45–49). In Brot und Wein wandert der kulturstiftende Weingott Dionysos von Osten nach Westen. In Hesperien, dem Abendland, wird die griechische Kultur vollendet. Deutschland soll dabei eine wichtige Rolle zukommen (Gesang des Deutschen, Germanien).
Die Dichter sind Priester und Seher. Ihre Aufgabe ist ehrenvoll, aber gefährlich. Sie können der Versuchung erliegen, sich nicht mit dem irdischen Zeichen der Erscheinung zu begnügen, sondern Gott unmittelbar erfahren zu wollen. Die Strafe der Götter für diesen Frevel wird durch die Metapher des Feuers (Patmos, V. 89–93) ausgedrückt. Wer die Ungleichheit von Göttlichem und Menschlichem nicht dulden will, wird von den Göttern vernichtet. Wer das Göttliche mit dem Menschlichen vermischt, ist ein falscher Priester (Wie wenn am Feiertage, V. 70–73). Das Gegengewicht zum dichterischen Enthusiasmus Hölderlins bildet die Anerkennung der objektiven Ordnung der Welt.
Ein großer Teil der späten Lyrik Hölderlins ist von der geschichtlichen und mythischen Erinnerung getragen. Hölderlin geht in seiner Spätdichtung vom antik-zyklischen Denken, Geschichte als Wiederkehr des Gleichen zu begreifen, zum teleologischen Geschichtsmodell über (Friedensfeier, Der Einzige, Patmos). Die göttlichen Mächte der antiken und christlichen Welt, Herakles, Dionysos und Christus, vereinigen sich. Die Geschichte wird als Prozess der Vergeistigung begriffen. Die Hymne Friedensfeier betrachtet den Friede von Lunéville, der den ersten Koalitionskrieg beendete, nicht primär als historisches Ereignis, sondern im Sinne des Chiliasmus, der ein Reich innerweltlicher Gerechtigkeit vor dem jüngsten Gericht voraussah.
In seiner späten Lyrik bestimmt Hölderlin das Verhältnis von griechischer und christlicher Religiosität neu. Dabei gewinnt das Christentum an Bedeutung. In Brot und Wein tritt Christus als letzter der antiken Halbgötter in Erscheinung. Den glanzvollen Göttergestalten der Antike, sichtbar an der Plastik, wird die christliche Innerlichkeit, die Vergeistigung des Äußeren, entgegengestellt. Dionysos wird als Friedens- und Heilsbringer Christus angenähert. Die synkretistischen Vorstellungen Hölderlins lassen einen eindeutigen Vorrang Christi gegenüber den griechischen Halbgöttern jedoch nicht erkennen. Andererseits erscheint Gott aber als „Vater der Erde“ (Der Einzige, 2. Fassung, V. 90). Am Ende des Geschichtsprozesses, der mit dem klassischen Griechenland begonnen hat, hebt sich auch das Christliche im Allgemeinen des Vaterländischen, d. h. einer säkularisierten Gesellschaft, auf.
In einigen Gedichten kündigt sich Hölderlins Krankheit an. Nach der Trennung von Susette Gontard wird Hölderlin von einem Gefühl der Heimatlosigkeit ergriffen. In Hölderlins Spätlyrik wird ein bedrohlicher Entgrenzungsdrang sichtbar (Mnemosyne, V. 13–17, 22–34). In Chiron widersetzt sich Hölderlin dieser Tendenz zum Ekstatischen und Selbstzerstörerischen.
Auch in formaler Hinsicht ist Hölderlins Spätdichtung durch extreme Widersprüche geprägt. Schmidt nennt als Merkmale „kühne Metaphorik und zugleich abstrakte Härte, glühende Bildfülle und schlichtes Sagen, weitgespannte, rhythmisch stark bewegte Großperioden und lapidare Kürze“. Schwer verständlich ist Hölderlins mythologisch und historisch aufgeladene Bildersprache. Der Ton seiner Hymnen ist feierlich, prophetisch und visionär. Hölderlins Dichtung strebt zum Göttlichen; seine Imagination überwindet, den Wanderungen des Dionysos vergleichbar, Länder und Meere.

### Der RomanHyperion
Die Entstehung des Romans Hyperion reicht bis 1792 zurück; er erschien 1797 und 1799 in zwei Bänden. Der Hyperion ist der letzte der empfindsamen Briefromane des 18. Jahrhunderts, zu denen auch Goethes Die Leiden des jungen Werthers (1774) zählt. Er gilt als das „am meisten lyrische von allen deutschen Prosawerken“. Der Protagonist Hyperion schildert sein Leben rückblickend in Briefen an seinen deutschen Freund Bellarmin. Die Gedanken und Empfindungen Hyperions und seine Suche nach der eigenen Bestimmung sind mindestens so sehr das Thema wie seine äußere Lebensbahn.
Auf einer kleinen griechischen Insel aufgewachsen, zieht Hyperion in die Welt, um die Sitten und Gebräuche der Völker kennenzulernen. In Smyrna schließt er Freundschaft mit dem Tatmenschen Alabanda, der einen revolutionären Umsturz plant. Mit ihm entwirft er schwärmerisch das Bild einer freien Gesellschaft. Ihre Wege trennen sich jedoch bald. Resigniert und melancholisch zieht sich Hyperion auf seine heimatliche Insel zurück. Dort begegnet er der schönen Diotima, die Selbstgenügsamkeit und Einklang mit der Natur verkörpert. Durch sie gewinnt er wieder Kraft und Selbstbewusstsein. In den Ruinen von Athen beschließt er unter dem Einfluss Diotimas, Erzieher seines Volkes zu werden. Zu Beginn des zweiten Bandes schließt sich Hyperion Alabanda und dem griechischen Aufstand gegen die Türken an. Er fühlt sich abgestoßen, als die Freischärler zu plündern beginnen. Nach dem Tode Alabandas und Diotimas geht der enttäuschte Hyperion vorübergehend nach Deutschland. Er wirft den Deutschen Barbarei, sklavische Gesinnung und Unverständnis für das Genie vor. Am Ende lebt er als Eremit in Griechenland und findet in der Harmonie der Natur seinen Frieden.

### Das DramaDer Tod des Empedokles
Von Ende 1797 bis zum Frühjahr 1800 arbeitete Hölderlin an seinem Drama Der Tod des Empedokles. Überliefert sind drei fragmentarische Fassungen, von denen keine zu Ende geführt wurde. Das Drama behandelt die letzten Lebenstage des antiken griechischen Philosophen Empedokles. Der aktuelle historische Hintergrund war die Französische Revolution in der Zeit des Direktoriums.
Etwa zeitgleich mit den Entwürfen zum Empedokles entstanden die Fragmente Grund zum Empedokles und Das untergehende Vaterland. Der erste Text enthält Überlegungen zur Dialektik von Natur und Kunst im Empedokles; der zweite bezieht sich auf die durch die Französische Revolution entstandene Umbruchsituation.

### Hölderlin als Übersetzer
1804 erschienen Hölderlins Übersetzungen zweier Werke des griechischen Dichters Sophokles – Antigonae und Oedipus der Tyrann. Er veröffentlichte sie in zwei Bänden, jeweils mit Anmerkungen zum Werk und beide unter dem Titel Trauerspiele des Sophokles. Jochen Schmidt sah in dem gemeinsamen Titel eine Bestätigung für die Vermutung, dass Hölderlin möglicherweise vorhatte, alle erhaltenen Tragödien des Sophokles zu übersetzen. Dass Hölderlin als Titel nicht König Oedipus, sondern Oedipus der Tyrann wählte, angelehnt an den Titel Oidipous tyrannos bei Sophokles, wurde schon von Zeitgenossen kritisiert und ist missverständlich. Bei Hölderlin bedeutet Tyrann so viel wie „Herrscher“.
Hölderlin hatte sich schon als Schüler in Denkendorf und Maulbronn mit antiken Dichtern beschäftigt. In Maulbronn übersetzte er die ersten eineinhalb Bücher der Ilias. Später übersetzte er aus dem Lateinischen und aus dem Griechischen, aber keine vollständigen Werke, da er nicht vorhatte, die Übersetzungen zu veröffentlichen. Beispielsweise übersetzte er von Lukans De bello civili nur das erste Buch. Weitere lateinische Werke, aus denen er Passagen übersetzte, waren die Metamorphosen und die Heroides von Ovid und Vergils Aeneis; von Horaz übersetzte er zwei Oden. Von den griechischen Dichtern Sophokles, Euripides und Pindar übersetzte er Bruchstücke aus einzelnen Werken. Ab 1800 übersetzte er nur noch Pindar und Sophokles. Seine Pindar-Übersetzungen haben wiederum einen eher fragmentarischen Charakter. Ab 1802 übersetzte Hölderlin die beiden Sophokles-Tragödien mit der Absicht der Veröffentlichung. Es blieben die einzigen Werke, die er vollständig übersetzte.

### Hölderlin als Philosoph
Die Bedeutung Hölderlins für die frühidealistische Philosophie nach Kant in den neunziger Jahren des 18. Jahrhunderts ist erst seit den 1970er Jahren in vollem Umfang erkannt und gewürdigt worden. Hölderlins philosophische Grundposition kann durch den All-Einheits-Gedanken charakterisiert werden, d. h. durch die Einheit der Natur und des Menschen mit der Natur. Hölderlin orientierte sich am antiken Pantheismus und an der Philosophie Spinozas, für den es nur eine Substanz, Gott oder die Natur, gab. Der wichtigste Denker für Hölderlin war Platon. Für Hölderlins Platon-Rezeption waren der Renaissancephilosoph Ficino (1433–1499) und die Vertreter der Vereinigungsphilosophie, einer platonisierenden Nebenströmung im Denken des 18. Jahrhunderts, Hemsterhuis (1721–1790) und Herder (1744–1803), richtungsweisend. Die Vereinigungsphilosophie stellte einen Versuch dar, die Trennungen, unter denen der Mensch denkt und lebt, aufzuheben.
Hölderlins Auseinandersetzung mit der zeitgenössischen Subjektivitätsphilosophie Kants und Fichtes war teils affirmativ, teils kritisch. Den Ansatz Fichtes, sein System aus einem obersten evidenten Prinzip, dem absoluten Ich, herzuleiten, lehnte Hölderlin ab. Selbstbezüglichkeit (Ichheit) und Absolutheit schließen sich für ihn aus. Das Ich beruht bereits auf einer Trennung, derjenigen von Subjekt und Objekt. Daher kann es nicht höchstes Prinzip der Philosophie sein. Andererseits stand Hölderlin Fichtes Dialektik der Wechselbestimmung (Ich und Nicht-Ich bestimmen sich gegenseitig) positiv gegenüber. Dies gilt auch für den Begriff des Strebens, der für Fichtes praktische Philosophie zentral ist. Nach Hölderlin muss der Mensch einerseits nach dem Unendlichen streben, andererseits aber nach Beschränkung. Der Mensch kann nicht gottähnlich sein, darf aber auch nicht zum Tier herabsinken.
Von November 1794 bis Mai/Juni 1795 hielt sich Hölderlin in Jena auf, wo er Fichtes Vorlesungen hörte. Die Auseinandersetzung mit Fichtes Denken mündete in eine grundsatzphilosophische Skizze, die in der Großen Stuttgarter Hölderlin Ausgabe den Titel Urteil und Sein trägt. Urteil bezeichnet nach Hölderlin die ursprüngliche Trennung von Subjekt und Objekt, Sein hingegen das ursprüngliche Ganze. Dieses Sein stellt keine Letztbegründung der Philosophie (wie Fichtes absolutes Ich) dar, sondern eine notwendige Voraussetzung der Subjekt-Objekt-Beziehung. Es ist nur in unendlicher Annäherung erkennbar, dem Menschen als einem endlichen Wesen aber im Schönen anschaubar. Bei Platon ist das Schöne diejenige Idee, die den Sinnen am ehesten zugänglich ist (Phaidros 250d).
Für Kant und Fichte gilt der Primat der praktischen Philosophie der Ethik, für Hölderlin ist die Ästhetik die Königsdisziplin der Philosophie. Bei den Vorbereitungen zu einer literarischen Zeitschrift (das Projekt scheiterte) entfaltet Hölderlin seine Ästhetik und Poetologie in mehreren Manuskripten in systematischer Form. Diese sog. Homburger Fragmente entstanden im Jahre 1799. Grundlegend für diese Fragmente war Hölderlins Lehre vom Wechsel der Töne. Hölderlin scheint dabei Schillers Unterscheidung von naiver und sentimentalischer Dichtung weiterentwickeln zu wollen. Er wendet die Lehre vom naiven, heroischen und idealischen Ton zunächst auf die literarischen Gattungen Lyrik, Epik und Dramatik (Tragik) an. Der Wechsel der Töne besteht im Hinblick auf die Epik im heroischen Grundton, dessen Darstellung (Erscheinung) naiv sein muss. In der Lyrik ist der Grundton naiv, die Darstellung (Hölderlin nennt diese den „Kunstcharakter“) idealisch. Die höchste Gattung ist die tragische (Grundton idealisch, Erscheinung heroisch). Die „Töne“, die man auch als Formen bezeichnen kann, werden von Hölderlin also nicht nur auf das einzelne literarische Werk bzw. auf die Gattungen angewendet. In ihnen drücken sich die drei grundsätzlichen Weltverhältnisse des Subjekts aus (naive Hingabe an die Welt, heroische Eigenmacht gegenüber der Welt, idealischer Ausgleich beider Tendenzen). Den Beziehungen des Subjekts gegenüber der Objektwelt entsprechen die Lebensalter Kindheit, Jugend und Reife.
Im Fragment Über den Unterschied der Dichtarten legt Hölderlin seine Auffassung von der Tragödie als höchster Gattung dar. Der Text Über die Verfahrungsweise des poetischen Geistes stellt das umfangreichste der Fragmente Hölderlins dar; es ist nicht nur ein poetologischer, sondern auch ein metaphysisch-spekulativer Text, der das Thema der notwendigen Vereinigung von Subjekt und Objekt im Sein variiert und zum Ausgangspunkt einer differenzierten Ästhetik und Poetik macht.
Hölderlin hat kein einziges seiner philosophischen Manuskripte ausgearbeitet und veröffentlicht. Dennoch übte er einen großen Einfluss auf seine Studienfreunde Schelling und Hegel aus. Von beiden war er als philosophischer Gesprächspartner anerkannt. Von 1797 bis 1800 war er Hegels philosophischer Mentor. Seine Vereinigungsphilosophie war von großer Bedeutung für die Dialektik Hegels. Der Text des Fragments Das älteste Systemprogramm des deutschen Idealismus, das als Manuskript in Hegels Handschrift vorliegt, könnte nach Ansicht einiger Forscher von Hölderlin stammen oder zumindest von ihm inspiriert sein.

## Rezeption

### Die Mühen der Herausgeber

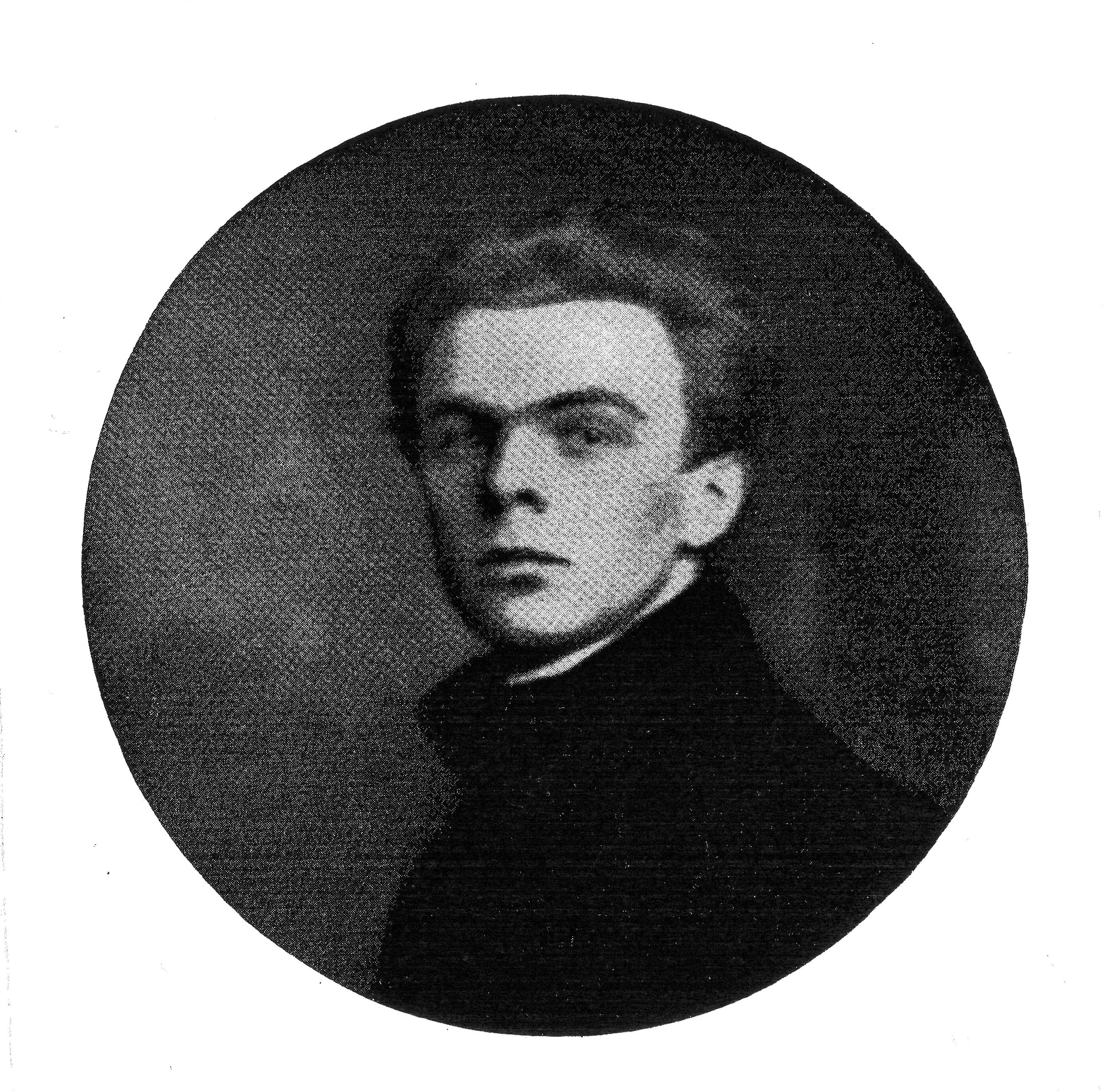
Norbert von Hellingrath. Der erste Band seiner Hölderlin-Werkausgabe erschien im Jahr 1913.

Siehe auch die Liste der Werkausgaben.
Zu Hölderlins Lebzeiten wurde nur ein Teil seines lyrischen Werkes veröffentlicht, und erst in der zweiten Hälfte des 19. Jahrhunderts wurden einige bis dahin unbekannte Texte aus der Zeit nach 1800 herausgegeben; zuvor waren vom Spätwerk fast nur die sogenannten Nachtgesänge bekannt.
Die ersten Bemühungen um die Edition des handschriftlichen Nachlasses unternahm Wilhelm Böhm. Seine Ausgabe wurde abgelöst von den beiden historisch-kritischen Ausgaben von Norbert von Hellingrath und Franz Zinkernagel. Hellingraths Edition galt als überlegen, nicht zuletzt weil Zinkernagel seinen kritischen Apparat nicht mit veröffentlicht hatte. Im Jahr 2019 publizierte der Wallstein Verlag den Werkteil Gedichte aus Zinkernagels Gesamtausgabe erstmals zusammen mit Zinkernagels editorischen Erläuterungen.
Die besonderen Schwierigkeiten, die Hölderlins Handschriften bereiten, führten dazu, dass Friedrich Beißner 1943 einen dritten Versuch einer wissenschaftlichen Ausgabe des Gesamtwerkes unternahm (Stuttgarter Ausgabe). Die zunächst als endgültig angesehene Textgestalt, die Beißner herstellte, wurde in den 1970er Jahren Gegenstand schärfster Kritik von Seiten D. E. Sattlers, der 1975 eine vierte Gesamtausgabe begann (Frankfurter Ausgabe). Deren Herzstück, die Bände 7 und 8 mit den Gesängen, wurde einerseits begrüßt und andererseits von Hölderlinforschern und Editionsphilologen anderer Ausgaben abgelehnt.
Der Streit um den Hölderlintext entzweite die Forschung jahrelang und ist bis heute zu keinem Ende gekommen. Wegen der unterschiedlichen Entscheidungen, welche die Herausgeber trafen, existiert heute für zahlreiche Werke kein einheitlicher Text. Dies gilt vor allem für die Hymnen und Entwürfe aus dem Homburger Folioheft sowie für die Entwürfe zu dem Drama Der Tod des Empedokles und für viele weitere Gedichte. Von der Stuttgarter Ausgabe leitet sich die kommentierte Leseausgabe von Jochen Schmidt her, von der Frankfurter Ausgabe die Edition von Michael Knaupp. Da auch Schmidt und Knaupp eigenständige Entscheidungen bei der Textherstellung trafen, konkurrieren derzeit also vier Ausgaben mit zum Teil erheblich voneinander abweichenden Texten, so dass selbst der am bloßen Wortlaut interessierte Leser gezwungen ist, auf die in der Frankfurter Ausgabe wiedergegebenen Reproduktionen der Handschriften zurückzugehen.

### Wirkung
Hölderlins Poesie, die heute unbestritten als ein Höhepunkt der deutschen und abendländischen Literatur gilt, war bis zur Mitte des 19. Jahrhunderts durch die Ausgabe der 1826 erschienenen Gedichte immerhin unter Schriftstellern nicht unbekannt. Begeisterung erregte er unter den Anhängern der Heidelberger Romantik, besonders Clemens Brentano und Achim von Arnim, die in einigen Ausgaben ihrer Zeitung für Einsiedler Hölderlins Gedichte abdruckten. Ersterer bekannte, dass Hölderlin „sein höchstes Ideal“ sei. Joseph Görres erinnerte 1804 in seiner Zeitschrift Aurora an den Dichter und lobte ein Jahr später den Roman Hyperion. Wilhelm Waiblinger, der Hölderlins Roman in seinem Phaeton nachahmte, verfasste 1827/28 die erste Hölderlin-Biographie.
Nach 1848 wurde sein lyrisches Werk aber weitgehend ignoriert; Hölderlin galt als junger romantischer Melancholiker und bloßer Nachahmer Schillers. Friedrich Nietzsche aber schätzte ihn hoch; Motive seiner Kritik an einem vereinseitigt apollinischen Bild der griechischen Kultur gehen auf Hölderlin zurück. Die große Nachwirkung im 20. Jahrhundert setzte mit Stefan George ein; die wissenschaftliche Erschließung begann im Jahr 1910 mit der Dissertation von Norbert von Hellingrath, in welcher der Stil des Hölderlinschen Spätwerks und die Eigenart seiner Übersetzungen aus Pindar erstmals in adäquater Weise beschrieben wurden. Abseits einer eher konservativen oder deutsch-nationalistischen Hölderlin-Rezeption haben sich auch dezidiert linke Leser mit dem Dichter beschäftigt. Dazu zählen neben Ernst Bloch, Georg Lukács und Peter Weiss auch Anarchisten wie Gustav Landauer und Rudolf Rocker.
Obwohl Hölderlins hymnischer Stil in der deutschen Literatur einmalig geblieben ist, hat seine prägnante und häufig fragmentarische Lyrik tiefgehenden Einfluss auf die Poesie z. B. von George, Heym, Trakl, Celan, Bachmann und auf viele weitere – von jüngeren Autoren etwa Gerhard Falkner – ausgeübt.
Seine patriotischen Gedichte (etwa die Ode Der Tod fürs Vaterland) waren während der Zeit des Nationalsozialismus und der beiden Weltkriege besonders populär. Ihr freiheitlich-republikanischer Hintergrund wurde in dieser Zeit jedoch verschwiegen.
Hölderlins Übersetzungen der Dramen König Ödipus und Antigone von Sophokles fanden nach deren Erscheinen nur geringe, aber zum Teil begeisterte Aufnahme, so vor allem in Bettina von Arnims Buch Die Günderode, einem Werk über Karoline von Günderrode. Von der Seite der Philologen (vor allem von Heinrich Voß, dem Sohn von Johann Heinrich Voß) und auch von Schiller sind dagegen scharf ablehnende Äußerungen überliefert. Erst im 20. Jahrhundert wurde ihre Bedeutung als Modell einer poetischen Übersetzung erkannt (beispielsweise beruht Bertolt Brechts Bearbeitung der Antigone des Sophokles auf Hölderlins Übertragung), welche die Fremdheit des griechischen Textes sichtbar macht, anstatt sie zu eliminieren.
Hölderlins philosophische Bedeutung beruht auf seiner Kritik der Fichteschen Wissenschaftslehre und auf seinem Gegenentwurf, den er in der zweiseitigen Studie Urtheil und Seyn niederlegte, die erst im Jahr 1961 veröffentlicht wurde. Auch die übrigen philosophischen und poetologischen Ausarbeitungen sind fragmentarisch und außerordentlich schwierig. Insbesondere Dieter Henrich hat in umfangreichen Studien Hölderlins philosophischen Ansatz herausgearbeitet und die Diskussionszusammenhänge beschrieben, in denen er sich ausbilden konnte. Hölderlins dominierende Rolle in der philosophischen Gemeinschaft mit Sinclair und Hegel in Frankfurt und Bad Homburg hat zur Ausbildung der Grundgedanken beigetragen, die Hegel schließlich zu seiner Philosophie des Geistes führten. Der gedankliche Gehalt des hymnischen Spätwerks wurde immer wieder zum Anlass philosophischer Auslegungen, so bei Martin Heidegger, Theodor W. Adorno, Jacques Derrida, Michel Foucault und Alain Badiou.

### Auseinandersetzung mit Hölderlins Krankheit
Dem jungen Dichter Wilhelm Waiblinger, der Hölderlin bewunderte und in den 1820er Jahren wiederholt besuchte, ist eine romantische Stilisierung des wahnsinnigen Hölderlin während dieser Zeit zu verdanken. Als Wahnsinniger tritt Hölderlin auch in Maler Nolten auf, einem Roman von Eduard Mörike, der den Dichter ebenfalls in Tübingen besucht hatte. Außerdem erscheint Hölderlin als wahnsinniger „Freund Holder“ in Justinus Kerners Reiseschatten.
Ausgehend von spärlichen Überlieferungen und geprägt durch die literarisch verarbeiteten Erfahrungen von Zeitzeugen, blieb Hölderlins Wahnsinn bis 1900 eine Randnotiz im psychiatrischen Diskurs. Über die genaue medizinische Bestimmung seiner geistigen „Verrückung“ wurde insbesondere seit 1900 zwischen Literaturwissenschaftlern und Psychiatern vehement gestritten. Das Interesse an einer möglichst eindeutigen Diagnose ging dabei zunächst von Literaturwissenschaftlern aus.
Der Germanist Franz Zinkernagel stellte dem Psychiater Robert Eugen Gaupp, der von 1906 bis 1936 der Universitätsnervenklinik Tübingen vorstand, die Frage, wann genau die Erkrankung begonnen habe, weil er die als „krank“ und damit als „sinnlos“ zu wertenden Gedichte von einer Gesamtausgabe ausschließen wollte. Gaupp wiederum beauftragte seinen Assistenten Wilhelm Lange. In seiner 1909 erschienenen Arbeit Hölderlin vertrat Lange im Sinne der damals üblichen psychiatrischen Kategorien die These, dass Hölderlin ab Mai 1801 an einer Schizophrenie gelitten habe. Lange und Zinkernagel waren sich darin einig, dass die literarischen Arbeiten Hölderlins ab dem Zeitpunkt seiner schizophrenen Erkrankung als „sinnfrei“ einzuordnen seien.
Dem widersprach bereits 1915 Norbert von Hellingrath, Herausgeber der ersten historisch-kritischen Ausgabe von Hölderlins Werken. Er argumentierte, die geistigen Produkte eines „Geistesgestörten“ könnten durchaus sinnhaft sein. Ähnlich äußerte sich 1922 Karl Jaspers mit seinem berühmt gewordenen Ausspruch: „Es ist unfruchtbar, auf Hölderlin’sche Dichtungen grobe psychopathologische Kategorien anzuwenden.“ Auch der Psychiater Rudolf Treichler lehnte in seiner Dissertation über Hölderlin, die 1935 an der Tübinger Klinik entstand, eine Psychiatrisierung des künstlerischen Schaffens ab, also die Annahme, dass künstlerische Produkte eines kranken Menschen „niedriger oder auch höher eingeschätzt werden dürfen“. Von Jaspers übernahm er den Vergleich mit der kranken Muschel, die eine Perle erzeugt, und nannte dies ein „schönes Bild“. Die wachsende Ich-Verleugnung Hölderlins muss jedenfalls nicht als Symptom einer „schizophrenen Ich-Auflösung“ gedeutet werden. Eine neuere Sichtweise geht von einem bewussten „Entichungswillen“ Hölderlins aus, dessen späte Gedichte mitunter Merkmale einer parodistischen Abrechnung mit der herkömmlichen Ich-Lyrik aufscheinen lassen. Insbesondere besteht heute Einigkeit, dass eine Einschätzung der späten Gedichte Hölderlins als sinnvolle und ästhetisch anspruchsvolle Kunstwerke nicht von einer medizinischen Diagnose abhängt. Aktuelle literaturwissenschaftliche Untersuchungen belegen nachdrücklich die hohe Qualität, Sinnträchtigkeit und Eigenständigkeit der späten Gedichte Hölderlins.
1978 erschien die Biographie von Pierre Bertaux. In ihr vertrat er die These, Hölderlin habe seine Verrücktheit nur gespielt, zunächst um sich vor drohender politischer Verfolgung zu schützen, später um sich aus der äußeren Welt zurückzuziehen und sich seiner von griechischen Göttern bevölkerten Phantasiewelt ungestört hingeben zu können. Die Biographie von Bertaux wurde auch vor dem Hintergrund populär, dass in den westlichen Gesellschaften eine intensive kritische Auseinandersetzung mit der Institution „Psychiatrie“ stattfand. Sie transportierte Ansichten der Antipsychiatrie (obwohl Bertaux diese nicht explizit vertrat) und brachte damit Hölderlin in die aktuellen kulturellen Debatten. Bertaux erntete aber auch Kritik. 1978 widersprach Uwe Henrik Peters der „These vom edlen Simulanten“.
Die Auffassung, Hölderlin habe seinen Wahnsinn nur simuliert, ist aus heutiger Sicht falsch. Er mag sich durch ein Übertreiben der eigenen Verrücktheit unliebsame Menschen vom Leib gehalten haben, litt aber doch an einer schweren psychischen Erkrankung. Dies zeigt sich beispielhaft in den Nürtinger Pflegschaftsakten, die eindrucksvolle Briefe von Erich und Lotte Zimmer enthalten. Sie wurden erst in den 1990er Jahren entdeckt. In jüngerer Zeit haben beispielsweise der Hölderlin-Biograf Rüdiger Safranski und Karl-Heinz Ott die von Bertaux vertretene Deutung als Legendenbildung eingestuft.
Im historischen Rückblick kann die Frage, welcher Art Hölderlins Krankheit war, wohl kaum je sicher geklärt werden. Nachträgliche Bewertungen und psychiatrische Klassifikationen sind naturgemäß grundsätzlich unsicher. Der Arzt und Pharmakologe Reinhard Horowski legte 2017 mit der Streitschrift Hölderlin war nicht verrückt eine neue Deutung vor: Hölderlin sei in der Tübinger Klinik unter anderem mit hohen Dosen von Quecksilber(I)-chlorid („Kalomel“) als Abführmittel behandelt worden und habe deshalb an einer chronischen Quecksilbervergiftung gelitten. Dies erkläre sowohl sein bizarres Verhalten als auch körperliche Symptome wie den frühzeitigen Verlust der Schneidezähne. Ferner sei bisher übersehen worden, dass Hölderlins Herzklappen laut dem Autopsiebericht völlig verkalkt waren; die Verkalkung habe zu Erstickungsangst und zu der körperlichen Unruhe geführt, die Hölderlin vor allem nachts plagte. Die vielschichtige Debatte über Hölderlins Krankheit wird bis heute kontrovers geführt.

### Hölderlin-Institutionen
Das seit 1941 bestehende Hölderlin-Archiv der Württembergischen Landesbibliothek in Stuttgart sammelt Veröffentlichungen zu Hölderlin aus aller Welt. Dazu zählen beispielsweise auch Übersetzungen seiner Werke in mehr als 80 Sprachen oder Zeugnisse der Hölderlin-Rezeption in der Musik und der bildenden Kunst. Laut Jörg Ennen, dem Leiter des Hölderlin-Archivs, sind weltweit mehr als 100.000 Publikationen zu Hölderlin erschienen. Das Hölderlin-Archiv gibt die Internationale Hölderlin-Bibliographie heraus (seit 2001 online). Das Archiv steht Forschern und Interessierten als Arbeitsort zur Verfügung.
Die Hölderlin-Gesellschaft in Tübingen hat seit der Nachkriegszeit unter anderem mit zahlreichen Veröffentlichungen maßgeblich zur Hölderlin-Rezeption beigetragen. Sie hat heute knapp 800 Mitglieder.
Der im Jahr 2007 gegründete Verein Hölderlin-Nürtingen e. V. pflegt insbesondere das kulturelle Erbe Hölderlins in Nürtingen. Dazu zählen vielfältige Veranstaltungen (seit 2007), die Einrichtung eines Rundwanderwegs (2011), eines Radwegs (2012) und eines Stadtrundgangs (2020) mit Hölderlin-Bezug sowie das Hölderlin-Denkmal in Nürtingen (2017).

### Museen und Gedenkorte

#### Hölderlinhaus in Lauffen
Das Hölderlinhaus in Hölderlins Geburtsstadt Lauffen am Neckar existiert mit diesem Namen und in der heutigen Gestaltung als Museum erst seit 2020. Es war das private Wohnhaus der Familie Hölderlin, das bereits Hölderlins Großvater erworben und ausgebaut hatte. Hier lebte Hölderlins verwitwete Mutter mit ihren Kindern von 1772 bis 1774. Nach dem Umzug der Familie nach Nürtingen wurde es 1775 verkauft. Im Jahr 1970 entdeckte man in Dokumenten im Lauffener Stadtarchiv, dass das private Wohnhaus der Familie Hölderlin noch existierte und weitgehend im historischen Zustand erhalten geblieben war.
2015 erwarb die Stadt das Gebäude in der Nordheimer Straße 5 vom Vorbesitzer. Danach wurde es samt Scheune saniert und als Hölderlin-Museum eingerichtet. Im Innenhof wurde ein Saal für Veranstaltungen zugebaut. Im Jahr 2020, zum 250. Geburtstag Hölderlins, wurde der neue Komplex als „Hölderlinhaus“ eröffnet. Seither wird hier in mehreren Räumen Hölderlins Leben und Werk thematisiert.

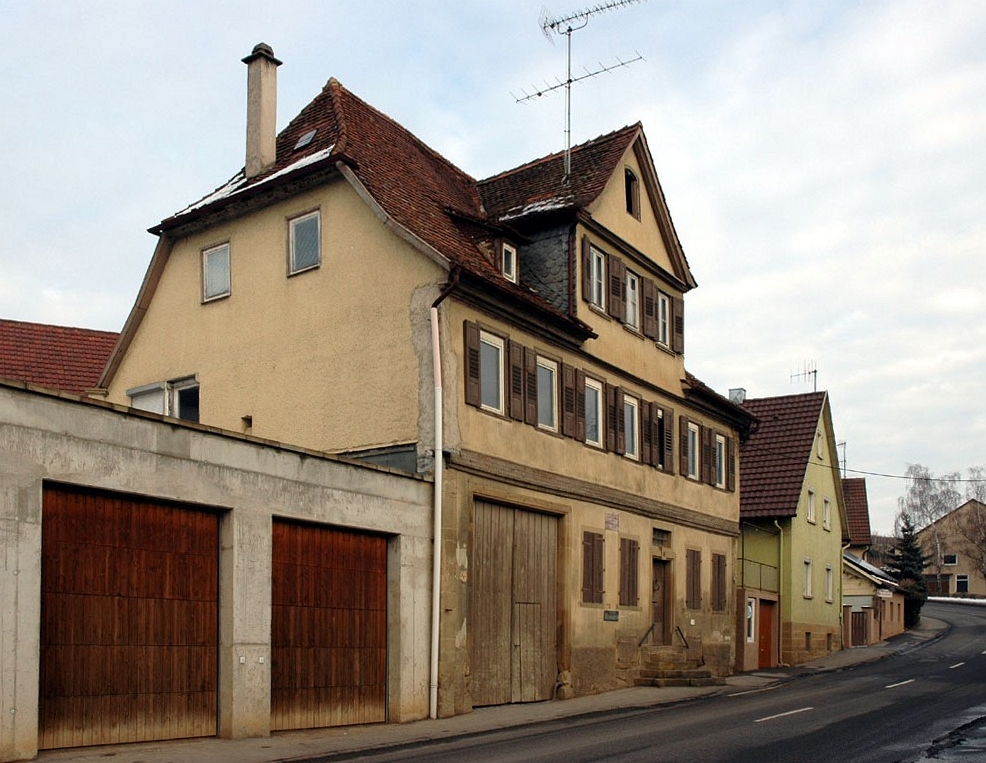
Das Hölderlinhaus in Lauffen am Neckar, Zustand vor der Renovierung (2009)
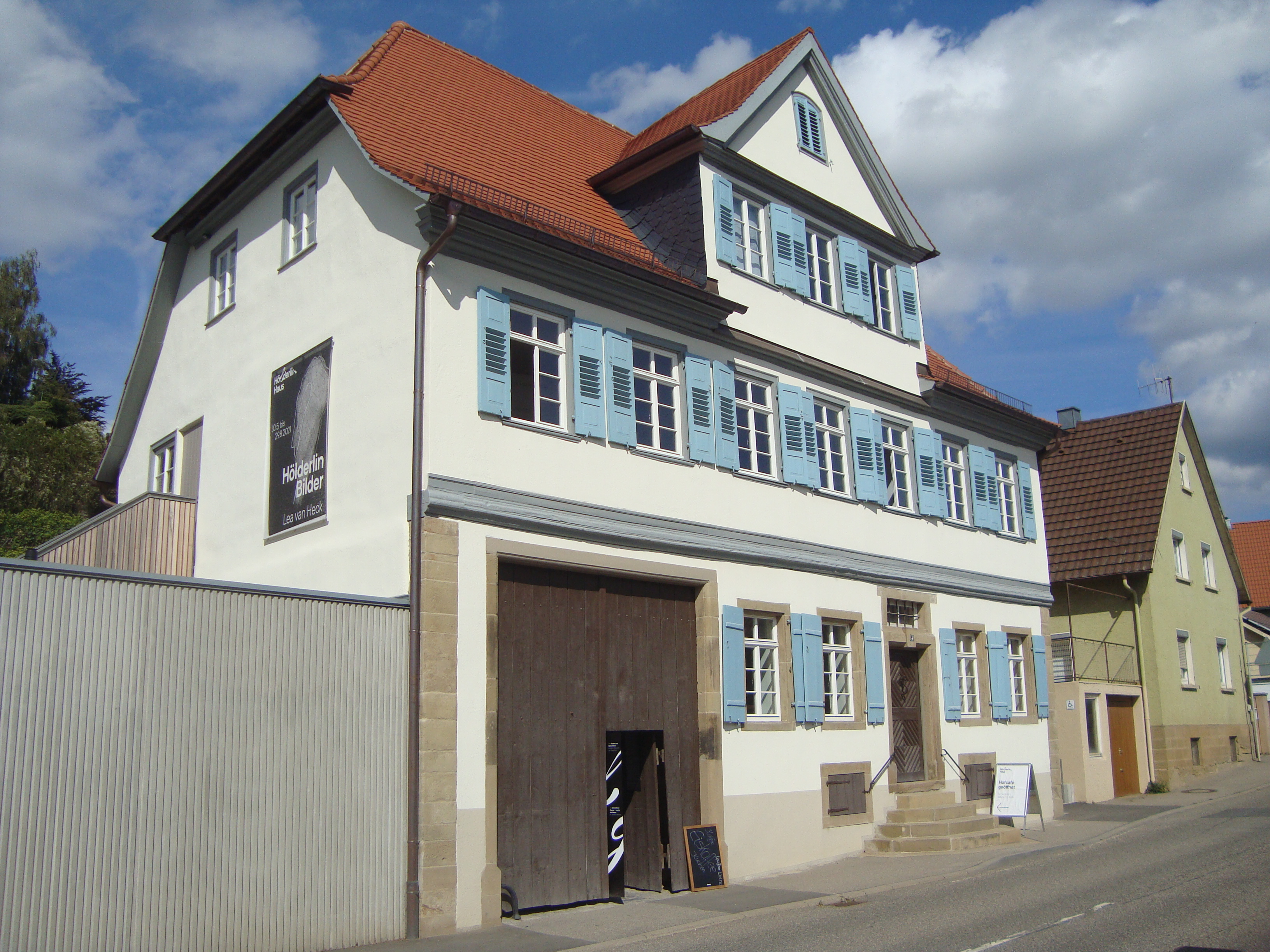
Zustand nach der Renovierung (2021)

#### Hölderlinhaus in Nürtingen
Das Hölderlinhaus in Nürtingen ist das Haus, in dem Hölderlin von 1774 bis 1784 mit seiner Familie wohnte (1779 starb der Stiefvater). Danach kam Hölderlin bis zum Auszug seiner Mutter im Jahr 1798 immer wieder zu Besuch.
Das Gebäude in der Neckarsteige 1 war seit 1811 im Besitz des Spitals und wurde vielfältig genutzt: als Schulhaus, als Suppenküche für arme Leute, als Kindergarten und Lehrerseminar. Später kam es in den Besitz der Stadt Nürtingen, die es immer als Schulgebäude nutzte. Seit langem ist die Volkshochschule im Hölderlinhaus untergebracht.
Nach langjährigen Diskussionen wurde das Hölderlinhaus ab Frühjahr 2020 saniert und umgebaut. Das neugestaltete Gebäude wurde im April 2023 eingeweiht. Seitdem gibt es im Hölderlinhaus eine multimediale Dauerausstellung zum Thema „Hölderlins Bildungswege und Nürtingen“.

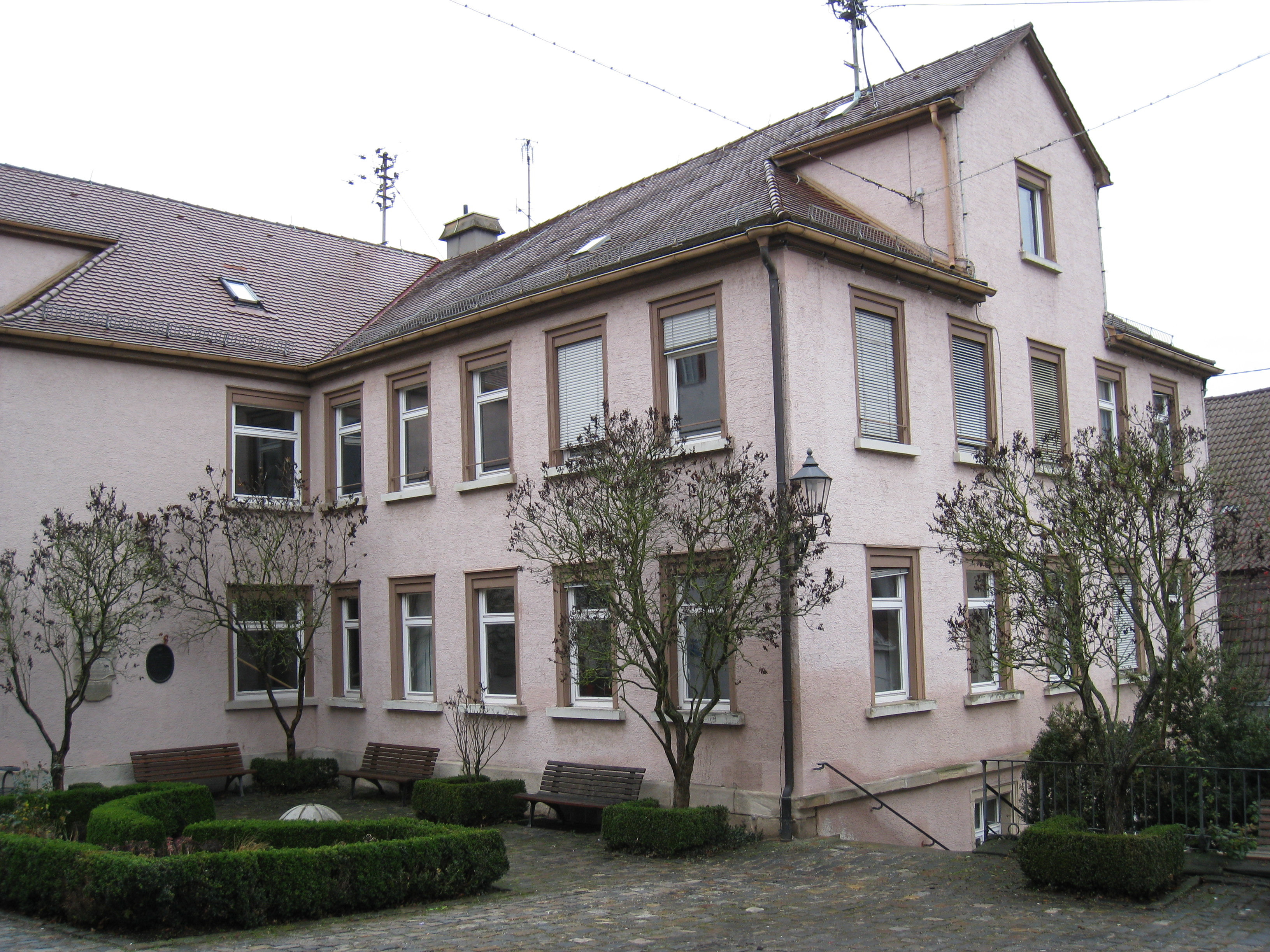
Das Hölderlinhaus in Nürtingen, Zustand 2011, vor dem Umbau
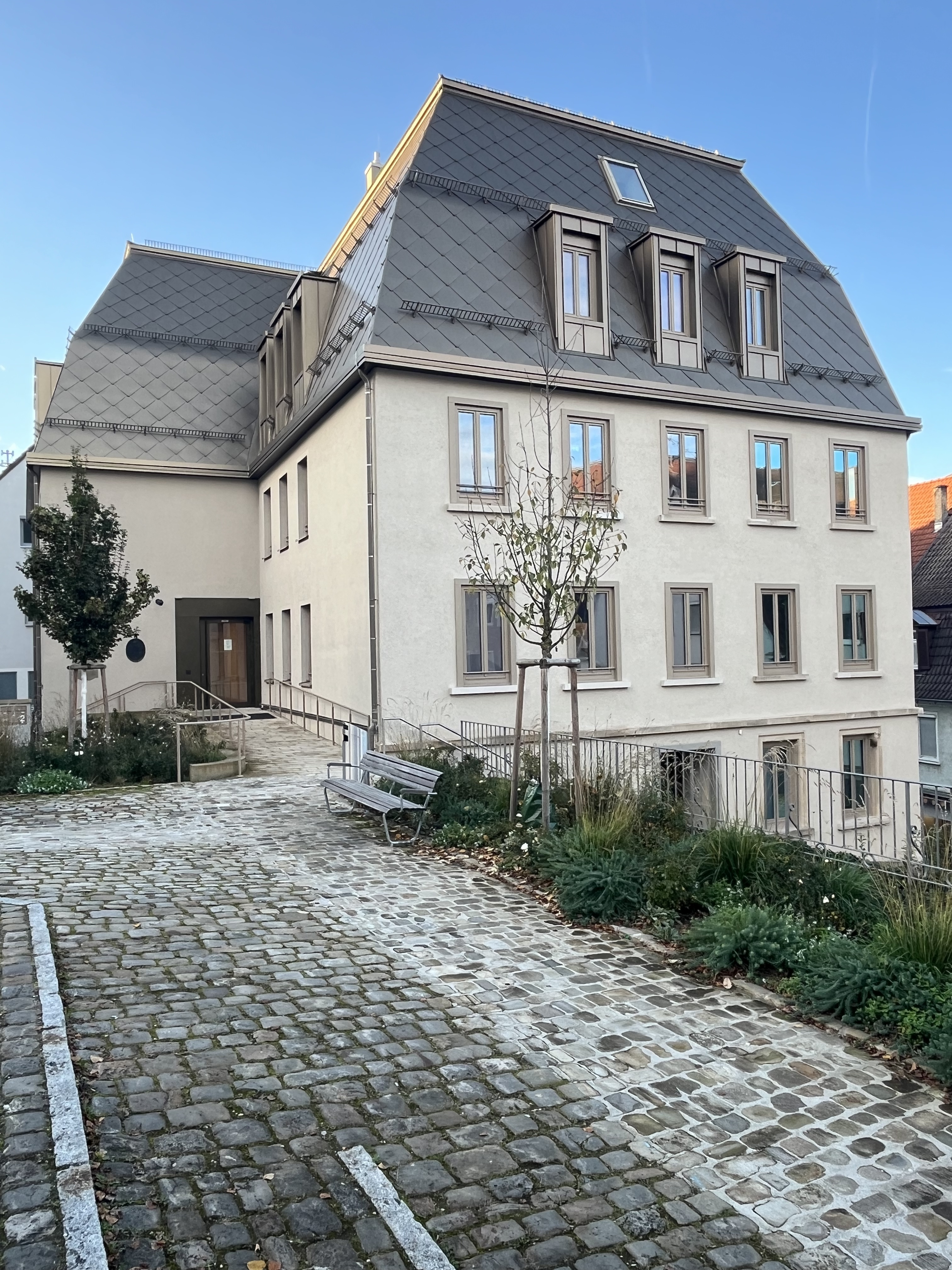
Hölderlinhaus Nürtingen, Zustand nach dem 2023 erfolgten Umbau

#### Hölderlinturm in Tübingen
Der Turm, in dem Hölderlin seit 1807 lebte, ist mit dem angrenzenden Haus heute ein Hölderlin-Museum mit Ausstellungen und Bibliothek.

#### Hölderlin-Zentrum in Bad Homburg

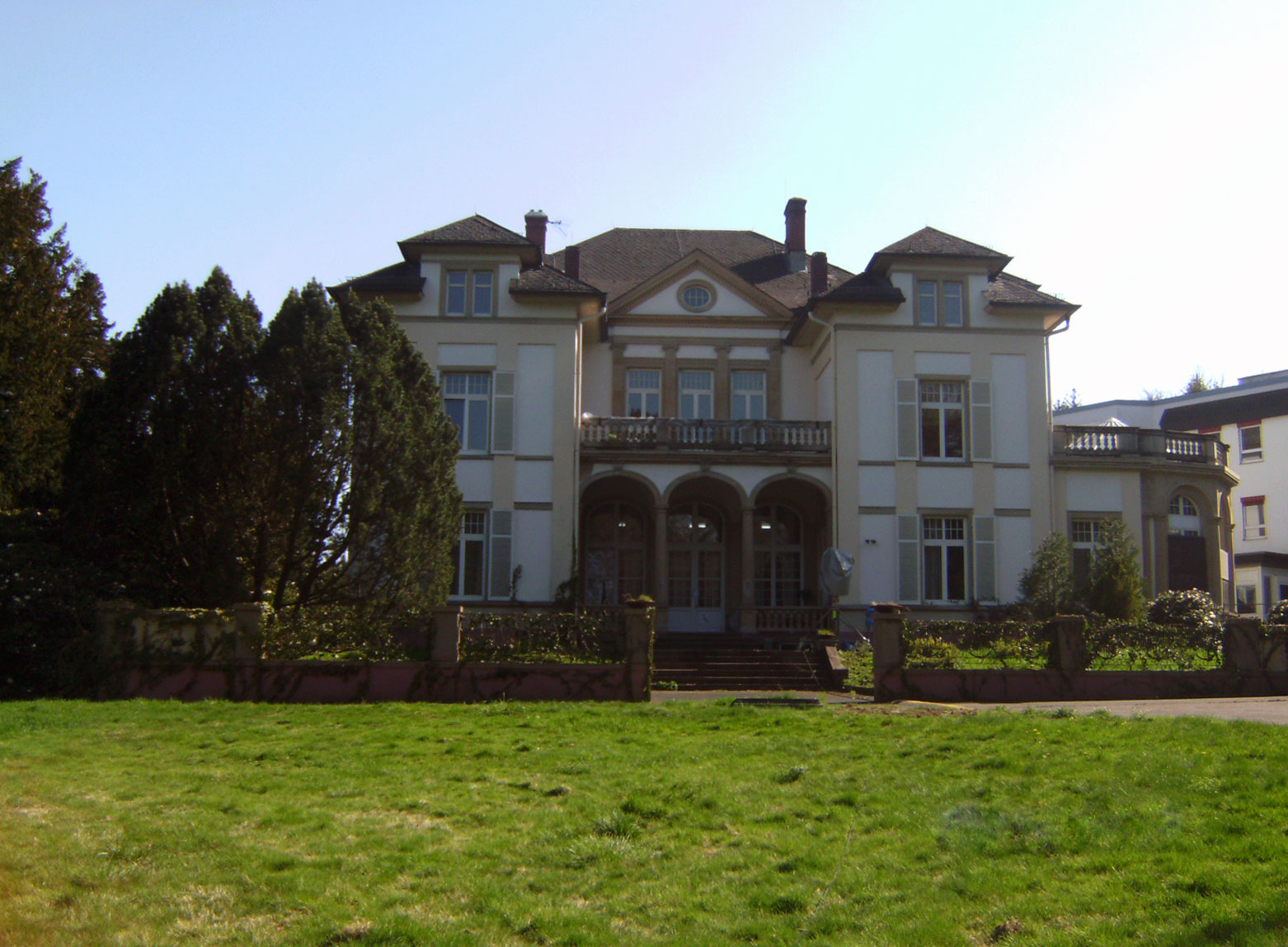
Villa Wertheimber in Bad Homburg

In Bad Homburg befindet sich seit 2021 ein Hölderlin-Zentrum (Eigenschreibweise Hölderlin Zentrum), das in der Villa Wertheimber im Gustavsgarten eingerichtet wurde. Die Hölderlin-Gesellschaft stellte dafür die umfangreiche Forschungsbibliothek und das Editionsarchiv des Hölderlinforschers D. E. Sattler als Dauerleihgabe zur Verfügung. Die Sattler-Bibliothek ist im Stadtarchiv untergebracht, das sich ebenfalls in der Villa Wertheimber befindet und in dem weitere Hölderlin-Literatur zu finden ist.
Im „Hölderlin-Kabinett“ im Foyer der Villa werden den Besuchern originale Hölderlin-Handschriften und Faksimiles als Wechselausstellung in einer Vitrine gezeigt, ergänzt durch Wandtafeln. Seit März 2023 sind hier auch zwei kurze Spielfilme zum Thema „Hölderlin in Homburg“ abrufbar.
Die Hölderlin-Wohnung, in der Träger des Bad Homburger Friedrich-Hölderlin-Preises kostenlos wohnen und arbeiten können, ist ein weiterer Bestandteil des Hölderlin-Zentrums. Sie befand sich früher in der Dorotheenstraße und wurde im Jahr 2020 in das Obergeschoss der Villa Wertheimber verlegt.

### Weitere Ehrungen

#### Denkmale

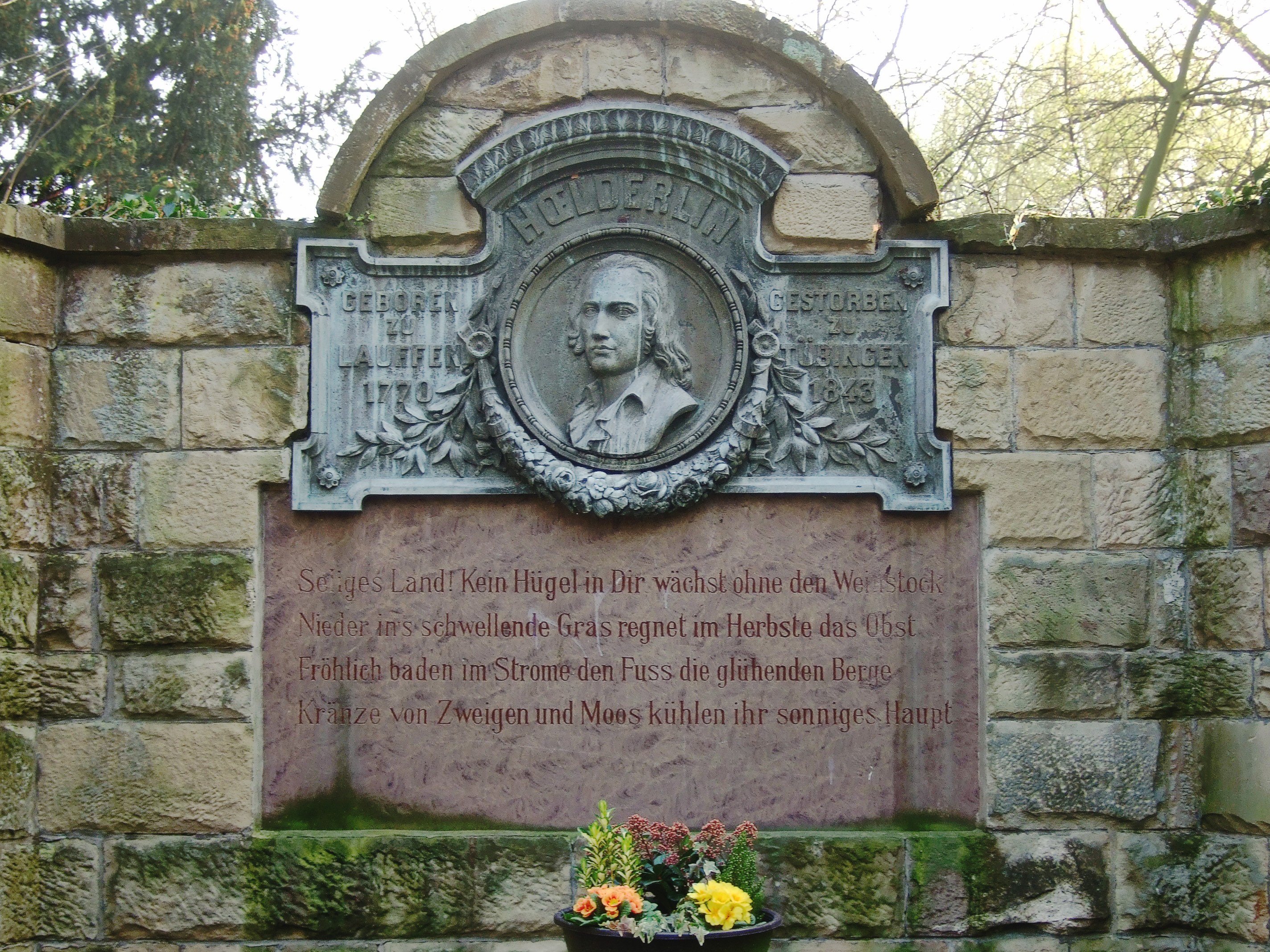
Hölderlin-Denkmal in Lauffen am Neckar mit Zeilen aus dem Gedicht Der Wanderer

Im Hof des ehemaligen Klosters Lauffen gibt es ein altehrwürdiges Denkmal (siehe Bild rechts), das auch als Hölderlin-Gedenkstätte bezeichnet wird. Eine Gedenktafel mit einer Hölderlin-Büste von Ernst Rau bildet das Zentrum des gemauerten Denkmals. Die Gedenktafel mit dem Relief-Porträt wurde 1873 von Wilhelm Pelargus in Zink gegossen. Sie befand sich ursprünglich über dem Eingang des Amtshauses des Klosterhofmeisters, das man früher für Hölderlins Geburtshaus hielt und das 1918 abgerissen wurde. Nach dem Abriss wurde das Denkmal errichtet und die Gedenktafel dort integriert. 2003 kam in Lauffen das moderne Kunstwerk Hölderlin im Kreisverkehr von Peter Lenk hinzu. Im Hof des Hölderlinhauses in Lauffen wurde zu Hölderlins 252. Geburtstag im Jahr 2022 eine lebensgroße Hölderlin-Bronzeplastik von Thomas Duttenhoefer enthüllt.
In Tübingen findet man ein Denkmal im Alten Botanischen Garten und eine Büste am Hölderlinturm. Weitere Hölderlin-Denkmale befinden sich am Neckarufer in Nürtingen, im Kurpark Bad Homburg, sowie im gräflichen Park Bad Driburg.

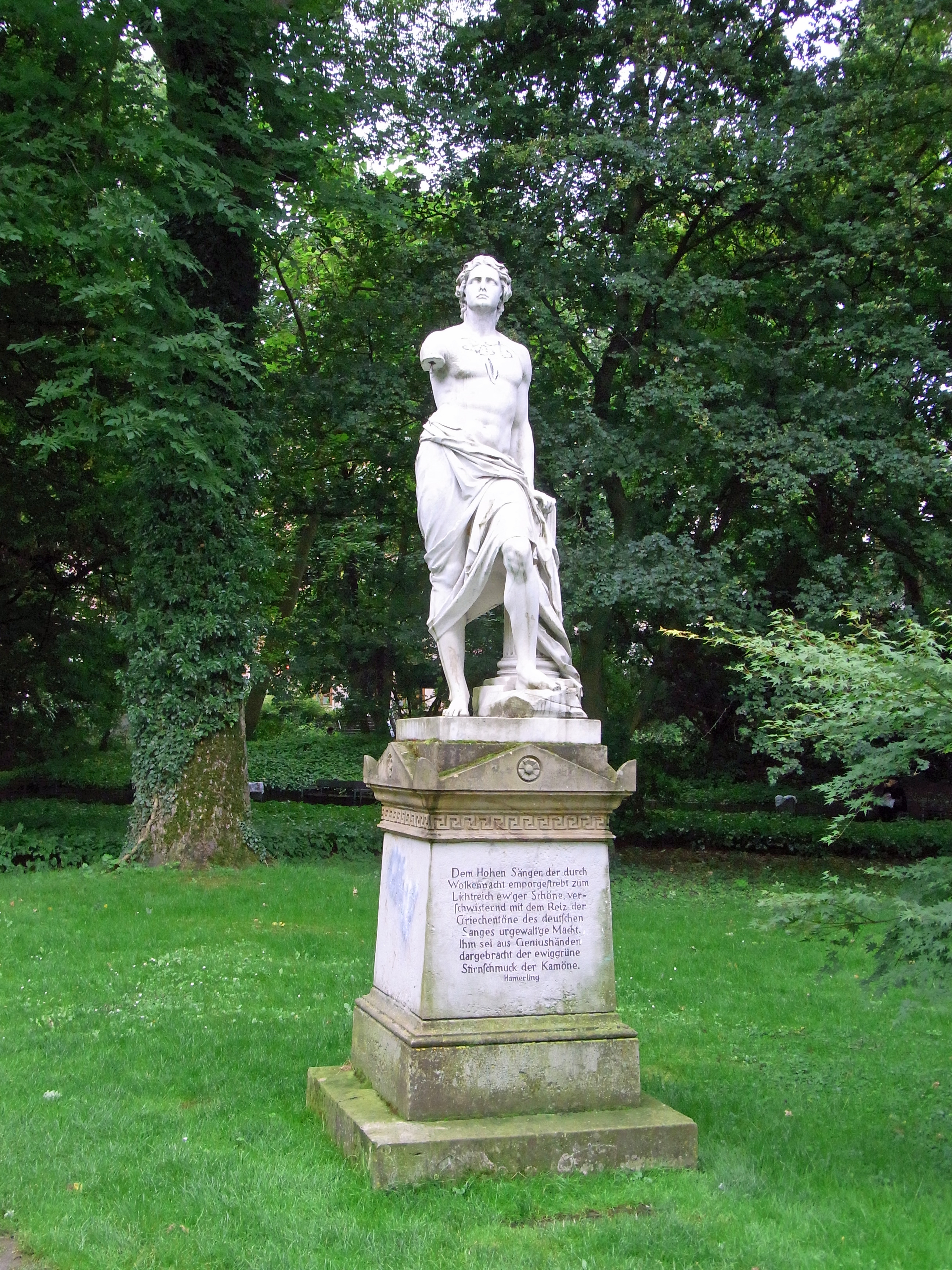
Hölderlin-Denkmal im Alten Botanischen Garten in Tübingen
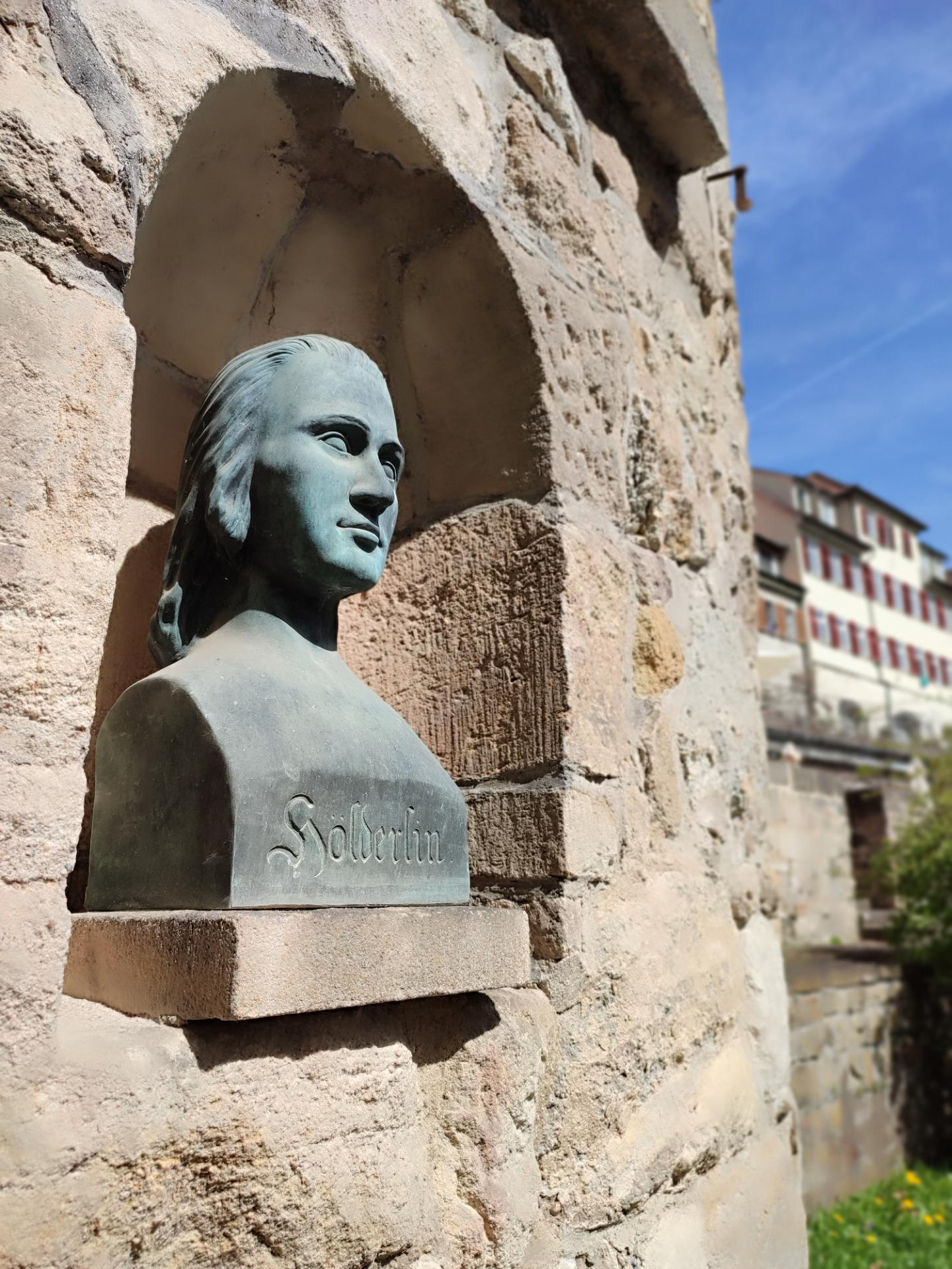
Büste am Hölderlinturm in Tübingen
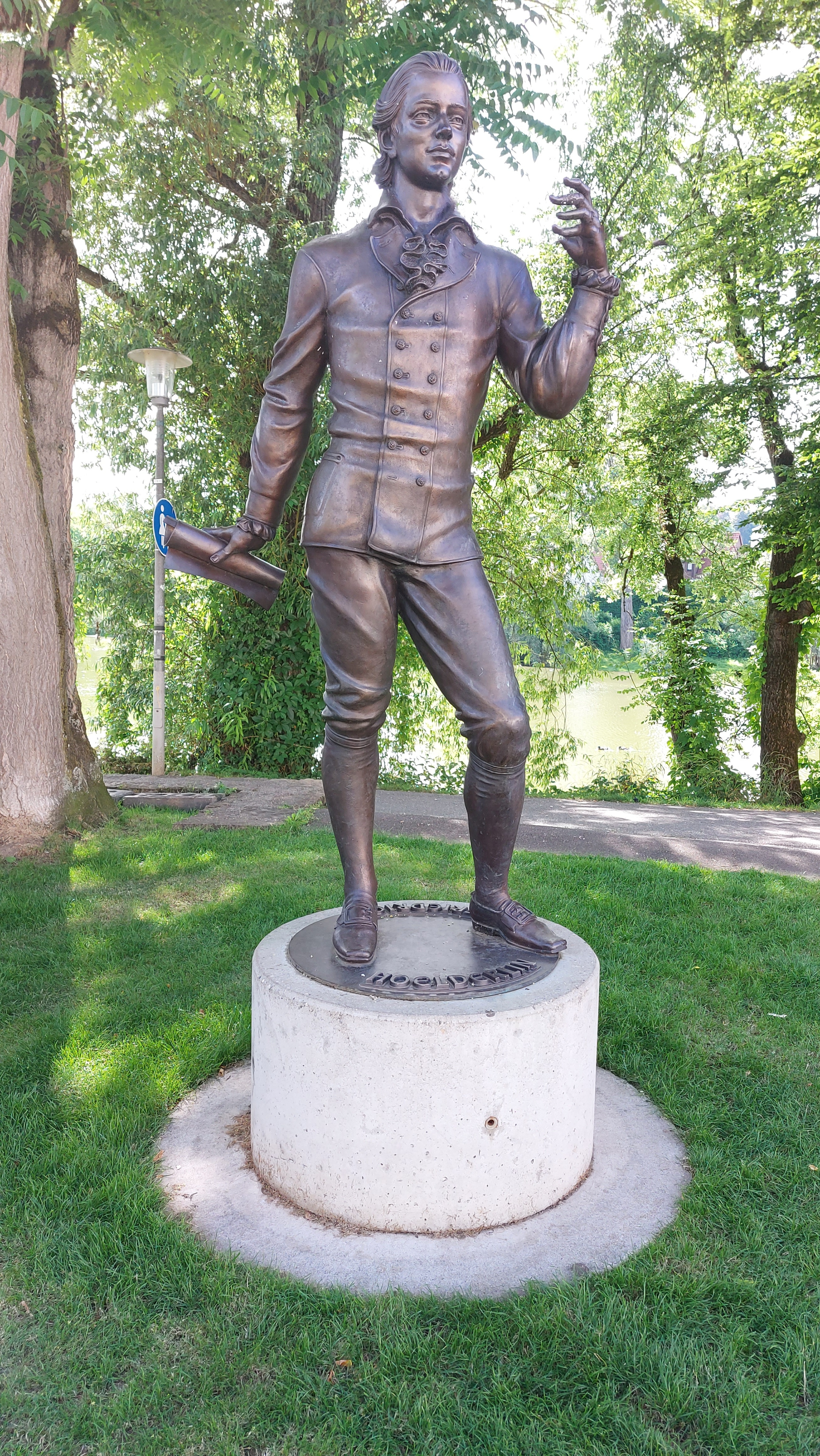
Hölderlin-Denkmal in Nürtingen
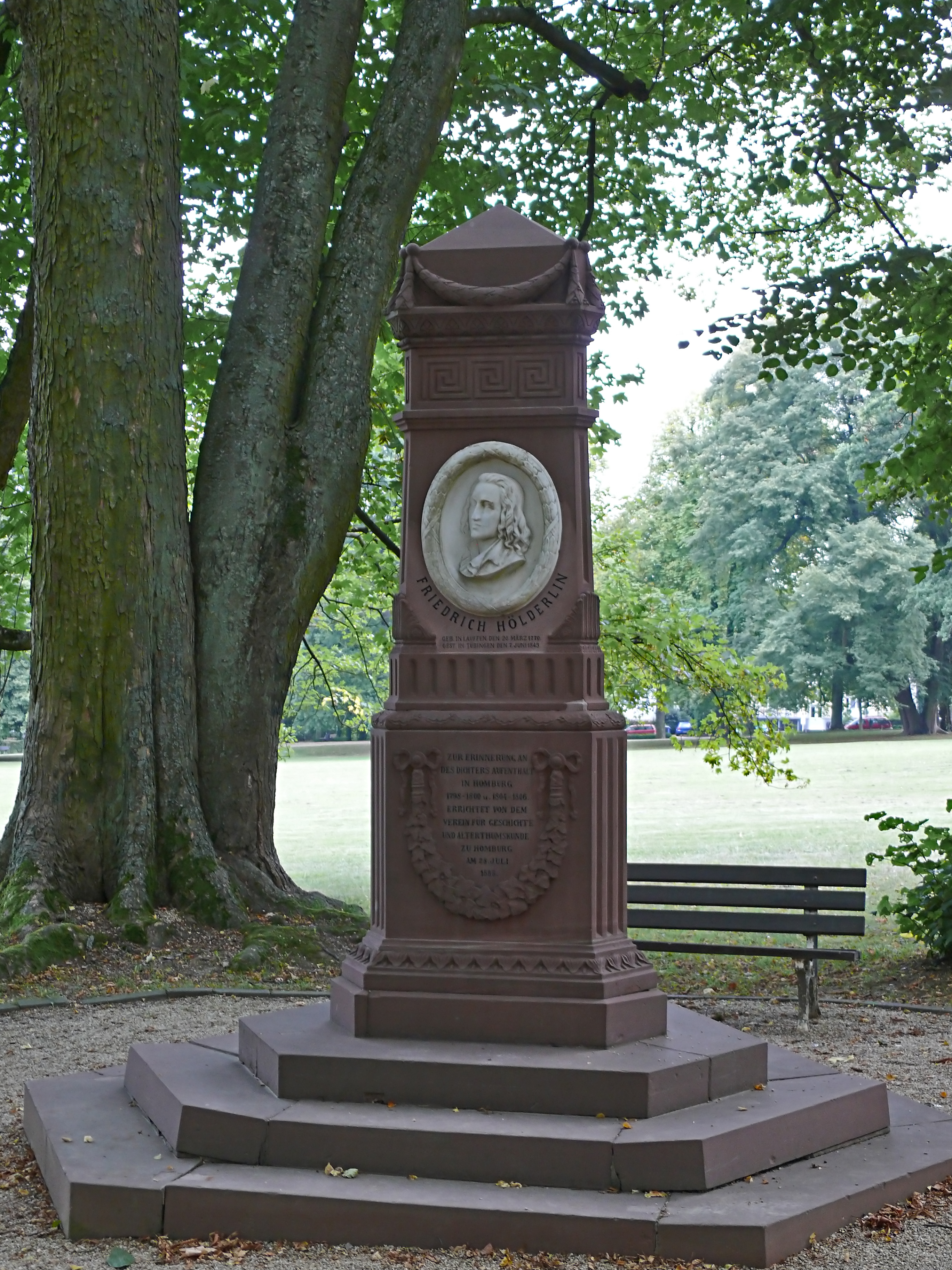
Hölderlin-Denkmal in Bad Homburg
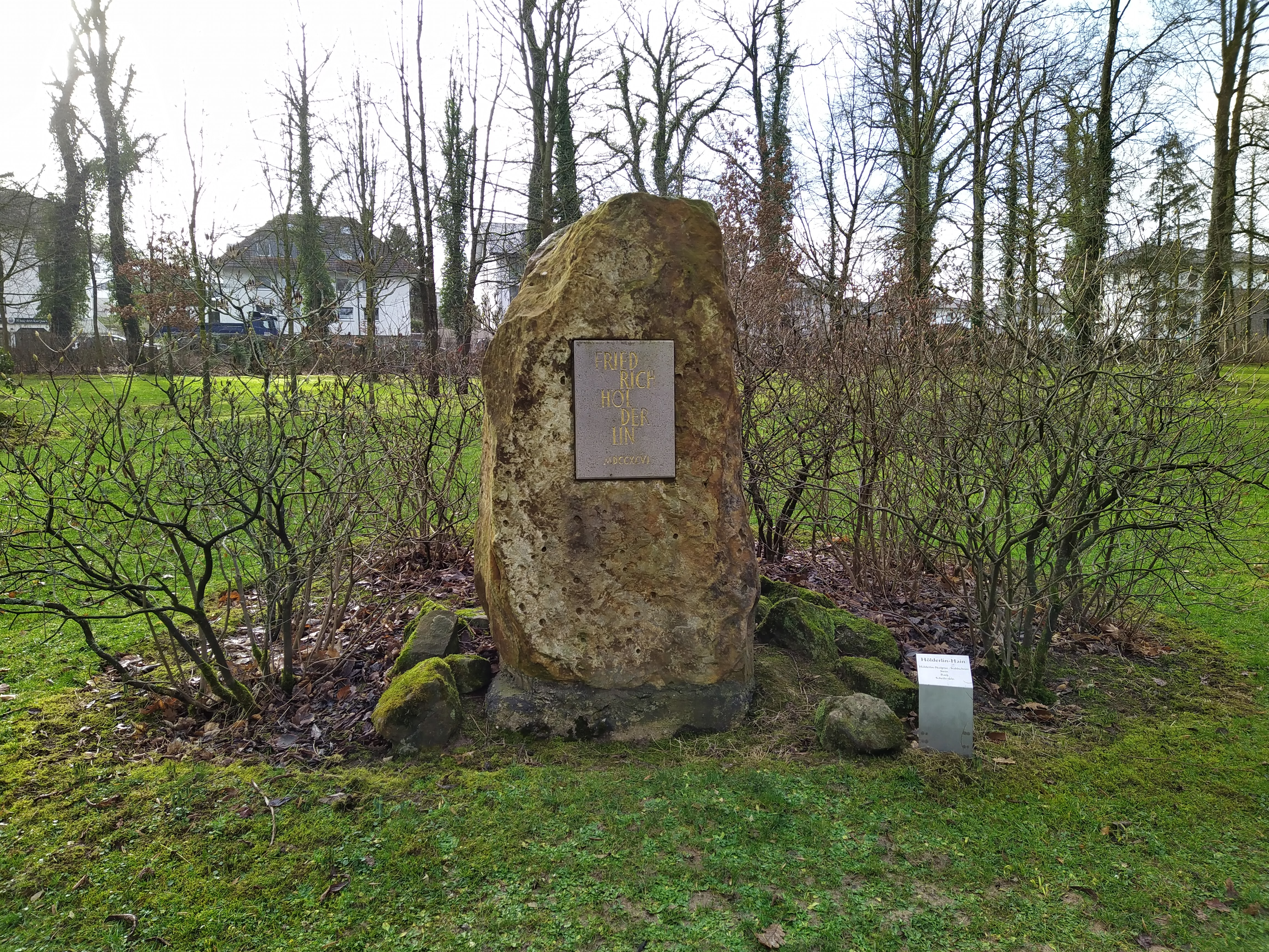
Hölderlin-Gedenkstein im Gräflichen Park von Bad Driburg
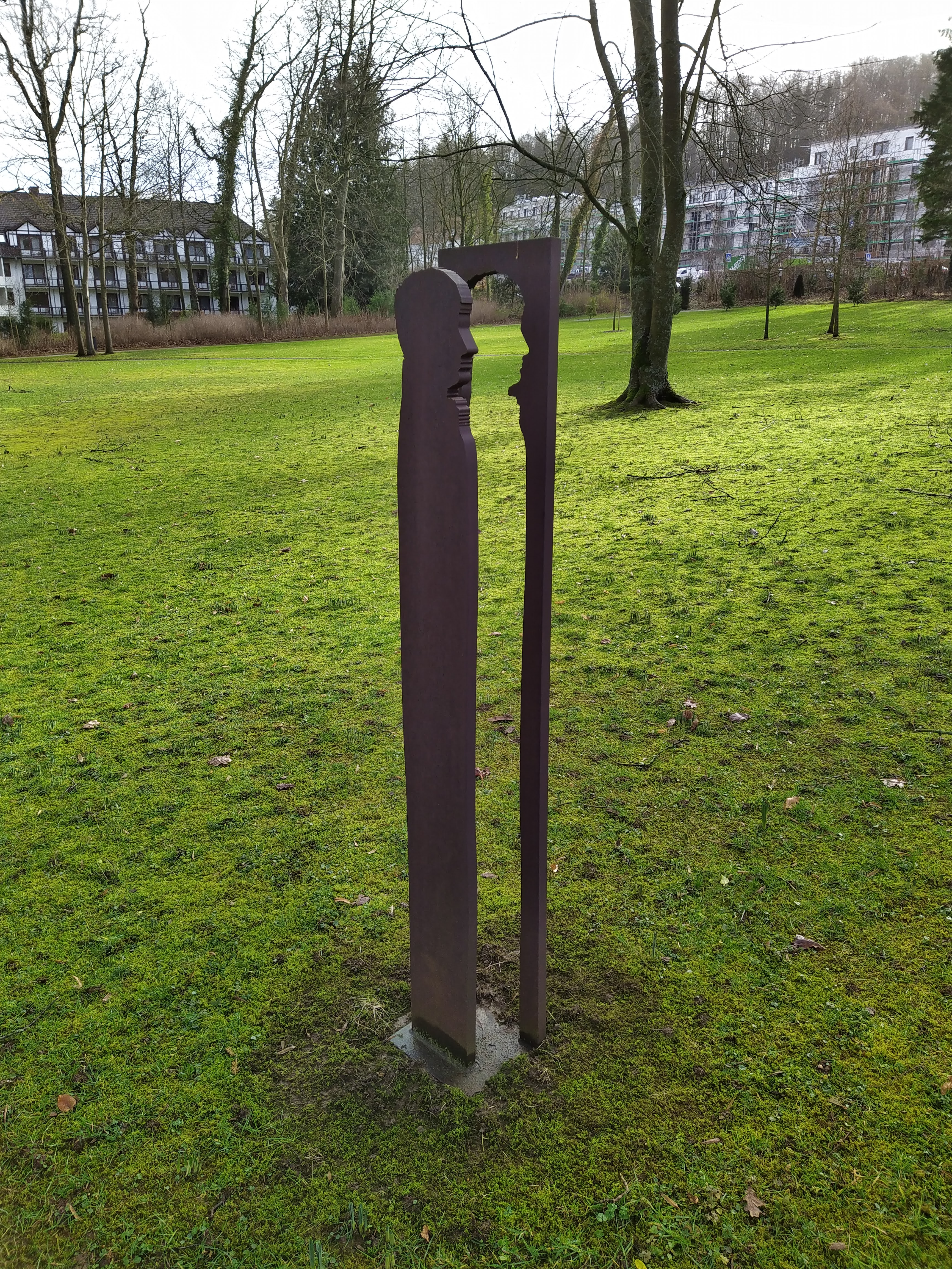
Hölderlin-Stahlschnitt im Gräflichen Park von Bad Driburg

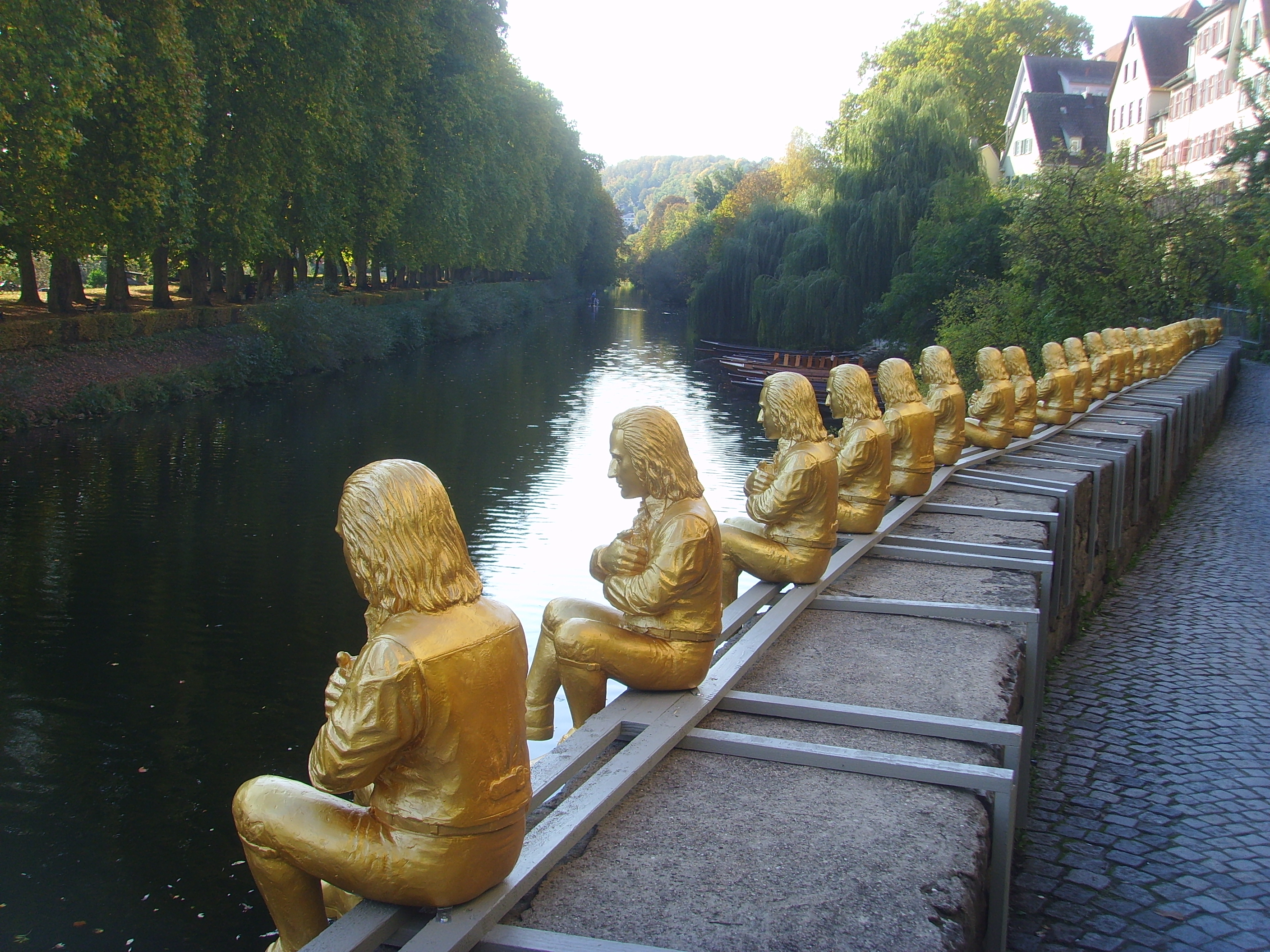
Temporäres Denkmal im Oktober 2020: goldene Hölderlin-Statuetten auf der Neckarmauer in Tübingen

Zu Hölderlins 250. Geburtstag im Jahr 2020 bestückte der Künstler Ottmar Hörl die Tübinger Innenstadt kurzzeitig mit 250 gleichartigen Hölderlin-Statuetten. Die 66 Zentimeter hohen, einfarbigen Kunststoff-Figuren in Gold, Schwarz, Nachtblau und Opalgrün stellten einen sitzenden Hölderlin dar, der ein Buch mit den Armen an seine Brust drückt. Große Gruppen dieser Statuetten saßen auf der Treppe der Stiftskirche und als lange Reihe auf der Neckarmauer.

#### Namensgebungen
Nach Hölderlin wurde 1790 die Pflanzengattung Holderlinia Neck. aus der Familie der Silberbaumgewächse (Proteaceae) benannt.
Nach Hölderlin sind zahlreiche Straßen und Schulen benannt. Alleine in Baden-Württemberg gibt es Stand 2022 insgesamt 439 Hölderlinstraßen, 100 Hölderlinwege, jeweils vier Friedrich-Hölderlin-Straßen und Friedrich-Hölderlin-Wege sowie zwei Hölderlinplätze und einen Hölderlinring. Damit hat in etwa jede zweite der 1101 Gemeinden eine nach Friedrich Hölderlin benannte Verkehrsfläche.
Nach Hölderlin sind folgende Auszeichnungen benannt:
- der Friedrich-Hölderlin-Preis der Stadt Bad Homburg (seit 1983)
- der Friedrich-Hölderlin-Preis der Universität und der Stadt Tübingen (seit 1989)
- der Hölderlin-Ring des Vereins Hölderlin-Nürtingen (2010 bis 2016)

1999 wurde der Asteroid (9189) Hölderlin nach ihm benannt.

### Vertonungen
Während im 19. Jahrhundert nur relativ wenige Hölderlin-Vertonungen entstanden, setzte in der zweiten Hälfte des 20. Jahrhunderts eine rege Rezeption ein, die besonders das Spätwerk des Dichters aufgreift.
Bis 1950
- Peter Cornelius: Sonnenuntergang (1862)
- Johannes Brahms: Schicksalslied op. 54 auf ein Gedicht aus dem Hyperion (1868/71)
- Max Reger: Ihr, ihr Herrlichen (aus dem Gedicht Die Eichbäume), 18 Lieder op. 75, Nr. 6 für hohe Singstimme und Klavier (1903)
- Max Reger: An die Hoffnung, Lied op. 124 für Alt und Orchester (1912)
- Richard Wetz: Hyperion op. 32 für Bariton, gemischten Chor und Orchester (1912)
- Hermann Zilcher: Hölderlin, symphonischer Zyklus op. 28 für Tenor oder Bariton und Orchester (1913)
- Josef Matthias Hauer: Hölderlin-Lieder op. 6 und op. 12 für mittlere Stimme und Klavier (1914/15)
- Hans Pfitzner: Abbitte, Lied op. 29/1 für Singstimme und Klavier (1921)
- Josef Matthias Hauer: Sechs Lieder op. 32 (1924) und Fünf Lieder op. 40 (1925) für Singstimme und Klavier
- Theophil Laitenberger: Sechs Hölderlin-Gesänge für mittlere Stimme und Klavier: An Diotima (1934/1970) / Die Eichbäume (1936/1970) / Sonnenuntergang (1923/1970) / Der Frieden (1934/1970) / Der Mensch (1923/1969) / Rückkehr in die Heimat (1951/1969).
- Wolfgang Fortner: Vier Gesänge (1933)
- Paul Hindemith: Sechs Lieder nach Gedichten von Friedrich Hölderlin für Tenor und Klavier (1933/35)
- Paul Dessau: Abbitte, Lied für Singstimme und Klavier (1937)
- Viktor Ullmann komponierte im Konzentrationslager Theresienstadt seine Hölderlin-Lieder (1943/44).
- Hermann Reutter: Drei Lieder op. 56 für tiefe Stimme und Klavier (1944); Drei Lieder op. 67 für Singstimme und Klavier (1946/47); Fünf Fragmente o. Op. für Tenor und Klavier (1965)
- Carl Orff: Antigonae, Vertonung der Tragödie des Sophokles in Hölderlins Übersetzung (Salzburg 1949)

1951–1980
- Hans Werner Henze: Kammermusik 1958 über die Hymne In lieblicher Bläue (1958)
- Benjamin Britten: Sechs Hölderlin-Fragmente (deutsch) op. 61 (1958) für Tenor und Klavier
- Carl Orff: Oedipus der Tyrann, Vertonung der Tragödie des Sophokles in Hölderlins Übersetzung (Stuttgart 1959)
- Hans Werner Henze: ehmals und jetzt für Singstimme und Klavier (1961)
- Hanns Eisler: Zyklus Ernste Gesänge für Bariton und Streichorchester (1962); Vorspiel und Spruch Viele versuchten umsonst, 1. Asyl In seiner Fülle, 4. An die Hoffnung O Hoffnung!, 6. Komm ins Offene Freund
- Aribert Reimann: Hölderlin-Fragmente, für Sopran und Orchester (1963)
- Wilhelm Weismann: Drei Madrigale nach Worten von Friedrich Hölderlin (1963)
- Bruno Maderna: Aria (1964), Hyperion. Lirica in forma di spettacolo (1965), beide Werke für Sopran, Flöte und Orchester
- Jacques Wildberger: ...die Stimme, die alte schwächer werdende Stimme für Sopran, Violoncello und Tonband (1973/74)
- Heinz Holliger: Scardanelli-Zyklus (1975–1991)
- Paul-Heinz Dittrich: Kammermusik III für Bariton und Bläserquintett (1974)
- Giselher Klebe: Drei Lieder nach Hölderlin op. 74 (1975/76)
- Wolfgang Rihm: Hölderlin-Fragmente (1976/77)
- Luigi Nono: Fragmente – Stille, An Diotima. Streichquartett (1979) und Prometeo (1984) enthält einen Abschnitt, der Hölderlins Schicksalslied aus Hyperion zur textlichen Grundlage hat.
- Hans Zender: Hölderlin Lesen I/II (1979/87)

1981–2000
- György Ligeti: Drei Phantasien nach Friedrich Hölderlin für 16-stimmigen Chor a cappella (1982)
- Nicolaus A. Huber: Turmgewächse (1982/83)
- Heinz Holliger: Turm-Musik (1984)
- Juan Allende-Blin: Fragment für Sopran, Trompete und Euphonium (1984)
- Wilhelm Killmayer: Hölderlin-Lieder 1. Zyklus (1982–1985), UA: Tenor und Orch. 1986, Tenor und Klavier 1989; 2. Zyklus (1983–1987) UA: Tenor und Orch. 1987, Tenor und Klavier 1989; 3. Zyklus (1983–1991), UA: 1991
- György Kurtág: Friedrich Hölderlin: AN… op. 29 für Tenor und Klavier (1988/89)
- Walter Zimmermann: Hyperion. Briefoper nach Hölderlin für Schreibenden, 3 Sänger, Instrumentalensemble (1989/90)
- Hans Zender: Denn wiederkommen – Hölderlin Lesen III für Streichquartett und Sprecher (1991, UA: 1992)
- Jacob ter Veldhuis: Drei stille Lieder op. 50 für Singstimme und Klavier (1991)
- Nicolaus A. Huber: Offenes Fragment (1991), An Hölderlins Umnachtung (1992), Ohne Hölderlin (1992)
- Karl Ottomar Treibmann: HÖLDERLIN – Briefe und Dichtungen für Bariton, Flöte und Klavier (1992)
- Jacques Wildberger: Elegie für Sopran und Kammerensemble (1994/95)
- Jörg-Peter Mittmann: … dem All-Einen (1995), szenische Collage pantheistischer Texte
- Georg Friedrich Haas: Nacht (1996), Kammeroper in 24 Bildern
- Karl Ottomar Treibmann: Turmgesänge. Der offene Tag für Gesang und Klavier (1997)
- Warnfried Altmann Der blinde Sänger (1998), Komposition für gemischten Chor, a cappella
- Klemens Vereno: Zweite Sinfonie „Gesänge der Ferne“ nach Fragmenten von Friedrich Hölderlin für Tenor und 45 Soloinstrumente (UA: 1999)
- Uwe Nolte, Frank Machau (Orplid): Das Schicksal (1999), veröffentlicht auf gleichnamiger, limitierter 10″-Schallplatte.
- Nicolaus A. Huber: ACH, DAS ERHABENE … … betäubte Fragmente (1999)
- Rudi Spring: Heimkunft – III. Kammersymphonie op. 74 (2000-01) für Altstimme, Obligat-Instrumente und Streichorchester
- Hans Zender: Mnemosyne – Hölderlin lesen IV für Frauenstimme, 2 Violinen, Bratsche, Cello und Tonband, UA: 2000

21. Jahrhundert
- Lucien Posman: An die Parzen  für gemischter Chor und Klavier (2003)
- Wolfgang Rihm: Drei Hölderlin-Gedichte (Abbitte; Hälfte des Lebens; An Zimmern) (2004)
- Peter Ruzicka: …ins Offene … – Musik für 22 Streicher (2005/06), Parergon – Sieben Skizzen zu „Hölderlin“ für Klavier (2006), …und möchtet Ihr an mich die Hände legen … – Fünf Fragmente von Hölderlin für Bariton und Klavier (2006/07), Hölderlin – Eine Expedition (Musiktheater) (2007)
- Zuzana Mausen-Ferjenčíková: Diotima für Orgel Solo, über Texte von Hölderlin (2007)
- Hiroaki Minami: 5 Lieder.
- Walter Steffens: Gesänge auf Hölderlin für Gesangstimme und Klavier (2008), 2018 auf CD (Navona Records)
- Vicheslav Shenderovich (Svalbard): Das Schicksal (2009)
- Hans Zender: Ein Wandersmann … zornig – Hölderlin lesen V für Akkordeon und Sprechstimme, (2012, UA: 2013)
- Lucien Posman: Hälfte des Lebens für gemischten Chor (2012)
- Charlotte Seither: Botschaften aus dem Turm. Zwei Stücke für Friedrich H. für Singstimme und Klavier (2014)
- Lucien Posman Concerto-cantate für Klarinette & Chor, Klavier und Schlagzeug (Teil 1. Die Eichbäume, Teil 2. Mein Eigentum, Teil 3. Da ich ein Knabe war) (2015)
- Charlotte Seither: HörenMachen. Neun Sprechakte für Stimme solo (2020)
- Johannes Matthias Michel: Bald aber sind wir Gesang. Motette für gemischten Chor (2020)
- Die Grenzgänger: Hölderlin – komplettes Album mit 14 Vertonungen von Hölderlin-Gedichten (2020)
- Chris Jarrett: Sechs Hölderlinlieder für Bariton und Klavier (2020)
- Moritz Laßmann: Hölderlin-Zyklus für Stimme und Klavier (2024), (UA: 2025/Tübingen)[111]

### Theater und Literatur
- Peter Weiss: Hölderlin, Theaterstück, Uraufführung 1971 (eine „szenische Biografie“)
- Peter Härtling: Hölderlin. Ein Roman. Luchterhand, Darmstadt 1976 (literarische Annäherung an Hölderlins Leben und Werk, wirkmächtig, aber im Stand der Deutung veraltet)

### Filme
Spielfilme
- Hälfte des Lebens. Spielfilm, DDR, 1984, 100 Min., Regie: Herrmann Zschoche. Darsteller: Ulrich Mühe, Jenny Gröllmann u. a.
- Feuerreiter. Die Lebens- und Leidensgeschichte Friedrich Hölderlins. Spielfilm, Deutschland, 1998, 130 Min., Regie: Nina Grosse. Darsteller: Martin Feifel, Marianne Denicourt, Nina Hoss, Ulrich Mühe u. a.
- Hölderlin-Trilogie. Deutschland, 1992–2000, Regie: Harald Bergmann. Drei Filme unterschiedlicher Stilart.[112][113]
  - Lyrische Suite. 1992, 84 Min. Darsteller: Jean-Marie Straub, Udo Samel, Otto Sander, D. E. Sattler u. a.
  - Hölderlin Comics. 1994, 90 Min. Darsteller: Udo Samel, Walter Schmidinger, Otto Sander, Tina Engel, Rainer Sellien u. a.
  - Scardanelli. 2000, 112 Min. Darsteller: André Wilms, Walter Schmidinger, Geno Lechner, Baki Davrak, Udo Kroschwald u. a.
- Hölderlin-Fragmente. Musikfilm, Deutschland, 2009, 2 Fassungen: 12 Min./30 Min., Regie: Ingo J. Biermann. Darsteller: Jürgen Holtz, Raphael Kübler u. a. Filmische Adaption von Hölderlins Gedichtfragmenten und Wolfgang Rihms Liedvertonung.[114]

Dokumentarfilme
- Wohin denn ich. Der arme Hölderlin. Dokumentation. Deutschland/NDR 1984, 45 Min., Buch und Regie: Reinhold Jaretzky.
- Passion Hölderlin. Deutschland, 2003, 67 Min., Regie: Harald Bergmann. Ein „Dokumentarfilmessay“ mit Heinz Wismann, Detlef B. Linke, D. E. Sattler, Heinz Holliger u. a.[115][113]
- Hölderlin. Schicksalsjahre in Homburg. Dokumentarfilm, Deutschland, 2006, 29 Min., Regie: Rolf Pflücke, Micaela Lämmle. Darsteller: Herbert Schäfer, Nadine Geyersbach, Til Beyland u. a.; Kommentar: Jochen Schmidt, Peter Härtling
- Friedrich Hölderlin.  – Dichter sein.  Unbedingt! Dokumentarfilm, 2019, 90 Min., Regie: Rolf Lambert, Hedwig Schmutte.

## Werkausgaben

### Ausgaben zu Lebzeiten
| 1791      | Erste Gedichte werden in Gotthold Friedrich Stäudlins Musenalmanach fürs Jahr 1792 veröffentlicht                                                                     |
| 1797–1799 | Hyperion oder Der Eremit in Griechenland (1. Band als Digitalisat und Volltext im Deutschen Textarchiv, 2. Band als Digitalisat und Volltext im Deutschen Textarchiv) |
| 1804      | Trauerspiele des Sophokles (Sophokles-Übertragung) |
| 1826      | Gedichte von Friedrich Hölderlin (hrsg. von Ludwig Uhland und Gustav Schwab) (Digitalisat und Volltext im Deutschen Textarchiv)                                       |

### Gesamtausgaben
- Friedrich Hölderlin’s sämmtliche Werke. Hrsg. von Christoph Theodor Schwab, 2 Bde., Stuttgart und Tübingen 1846 (erste Gesamtausgabe).
- Gesammelte Dichtungen. Hrsg. von Berthold Litzmann, 2 Bde., Stuttgart 1896.
- Gesammelte Werke. Hrsg. von Wilhelm Böhm, 3 Bde., Jena 1905.
- Sämtliche Werke. Historisch-kritische Ausgabe, begonnen durch Norbert von Hellingrath und fortgeführt durch Friedrich Seebass und Ludwig von Pigenot, 6 Bde., Berlin 1913–1923. Dritte Auflage in 4 Bänden, Berlin 1943.
- Sämtliche Werke und Briefe in 5 Bänden. Kritisch-historische Ausgabe, hrsg. von Franz Zinkernagel, Leipzig 1914–1926.
- Sämtliche Werke. Hrsg. von Friedrich Beißner und Adolf Beck, 15 Bde., Stuttgart 1943–1985 („Große Stuttgarter Ausgabe“, heute online verfügbar).
- Sämtliche Werke. Hrsg. von Friedrich Beißner, 6 Bde., Stuttgart 1944–1962 („Kleine Stuttgarter Ausgabe“).
- Sämtliche Werke und Briefe. Hrsg. von Günter Mieth, 2 Bde., Berlin und Weimar 1970.
- Sämtliche Werke. Historisch-kritische Ausgabe, hrsg. von D. E. Sattler, 20 Bde. und 3 Supplemente, Frankfurt a. M. 1975–2008 („Frankfurter Ausgabe“).[116]
- Werke, Briefe, Dokumente. Hrsg. von Pierre Bertaux, 4., rev. u. erw. Aufl., München 1990.
- Sämtliche Werke und Briefe. Hrsg. von Michael Knaupp, 3 Bde., München 1992–1993 („Münchener Ausgabe“).
- Sämtliche Werke und Briefe in drei Bänden. Hrsg. von Jochen Schmidt, Frankfurt a. M. 1992–1994.
- Sämtliche Werke, Briefe und Dokumente. Hrsg. von D. E. Sattler, 12 Bde., München 2004 („Bremer Ausgabe“).

## Sekundärliteratur
(jeweils chronologisch)

### Biografien und Einführungen
- Adolf Wohlwill: Hölderlin, Johann Christian Friedrich. In: Allgemeine Deutsche Biographie (ADB). Band 12, Duncker & Humblot, Leipzig 1880, S. 728–734.
- Martin Glaubrecht: Hölderlin, Friedrich. In: Neue Deutsche Biographie (NDB). Band 9, Duncker & Humblot, Berlin 1972, ISBN 3-428-00190-7, S. 322–332 (Digitalisat).
- Pierre Bertaux: Friedrich Hölderlin. Suhrkamp, Frankfurt am Main 1978, ISBN 978-3-518-02148-4. Neuauflage: Friedrich Hölderlin. Eine Biographie. Insel, Frankfurt am Main 2000, ISBN 3-458-34352-0.
- Ulrich Gaier: Hölderlin. Eine Einführung. Francke, Tübingen 1993, ISBN 3-7720-2222-7.
- Stefan Wackwitz: Friedrich Hölderlin. 2., überarbeitete und ergänzte Auflage. Metzler, Stuttgart 1996, ISBN 3-476-12215-8.
- Gunter Martens: Friedrich Hölderlin. Rowohlt, Reinbek bei Hamburg 1996, ISBN 3-499-50586-X.
- Johann Kreuzer (Hrsg.): Hölderlin-Handbuch. Leben – Werk – Wirkung. Metzler, Stuttgart 2002, ISBN 3-476-01704-4.
- Jürgen K. Hultenreich: Hölderlin – Das halbe Leben. Eine poetische Biografie. Edition A. B. Fischer, Berlin 2018.
- Rüdiger Safranski: Hölderlin. Komm! ins Offene, Freund. Biographie. Carl Hanser Verlag, München 2019, ISBN 978-3-446-26408-3.
- Hans-Dieter Mück: Friedrich Hölderlin 1770–1843. Chronik: Leben – Werke – Dokumente. Weimarer Verlagsgesellschaft, 2020, 2 Bände.
  - Band I: 1770–1795, ISBN 978-3-7374-0286-6.
  - Band II: 1795–1843, ISBN 978-3-7374-0287-3.
- Thomas Emmrich: Friedrich Hölderlin. Literatur Kompakt, Bd. 21. Tectum, Baden-Baden 2022, ISBN 978-3-8288-4285-4.

### Beiträge zur Biografie
- Ulrich Gaier u. a. (Hrsg.): Hölderlin Texturen. Hölderlin-Gesellschaft, Tübingen 1995 ff. (Text- und Bilddokumentation zu Hölderlins Lebensweg).
- Otfried Kies: Hölderlin und seine Familie in Lauffen am Neckar. Verlag Hölderlin-Gesellschaft, Tübingen 2001.
- Priscilla A. Hayden-Roy: Sparta et Martha. Pfarramt und Heirat in der Lebensplanung Hölderlins und in seinem Umfeld. Thorbecke, Ostfildern 2011, ISBN 978-3-7995-5517-3.
- Hermann Hesse (Hrsg.): Friedrich Hölderlin. Dokumente seines Lebens. Tagebuchblätter, Aufzeichnungen, Briefe. Erweitert von Volker Michels. Klöpfer & Meyer Verlag, Tübingen 2012, ISBN 978-3-940086-72-3.
- Sabine Doering: Friedrich Hölderlin. Biographie seiner Jugend. Wallstein, Göttingen 2022, ISBN 978-3-8353-5151-6.
- Thomas Schmidt (Hrsg.): „Die Linien des Lebens sind verschieden“. Hölderlin in Tübingen (= Tübinger Kataloge, Bd. 112). Universitätsstadt Tübingen, Tübingen 2023, ISBN 978-3-941818-48-4.

### Weitere Literatur
- Stefan Zweig: Der Kampf mit dem Dämon. Hölderlin – Kleist – Nietzsche (= Die Baumeister der Welt. Band 2). Insel Verlag, Leipzig 1925.
- D. E. Sattler: Friedrich Hölderlin. 144 fliegende Briefe. Luchterhand, Darmstadt 1981, ISBN 3-472-86531-8.
- Henning Bothe: „Ein Zeichen sind wir, deutungslos“. Die Rezeption Hölderlins von ihren Anfängen bis zu Stefan George. Metzler, Stuttgart 1992, ISBN 3-476-00822-3.
- Helm Stierlin: Nietzsche, Hölderlin und das Verrückte: systemische Exkurse. 1. Aufl. Carl-Auer, Heidelberg 1992.
- Friedrich Beißner (Hrsg.): Friedrich Hölderlin. Der Dichter über sein Werk. Erweitert und bearbeitet von Bernhard Böschenstein. 2. Auflage. WBG, Darmstadt 1996, ISBN 3-534-13292-0.
- Winfried Menninghaus: „Hälfte des Lebens“. Versuch über Hölderlins Poetik. Suhrkamp, Frankfurt am Main 2005.
- Jacky Carl-Joseph Paul: „Arm ist der Geist Deutscher. Geheimerer Sinn.“ Hölderlin: Eine Gegendarstellung. Athena, Oberhausen 2011, ISBN 978-3-89896-448-7.
- Karl-Heinz Ott: Hölderlins Geister. Carl Hanser Verlag, München 2019, ISBN 978-3-446-26376-5.
- Moritz Strohschneider: Neue Religion in Friedrich Hölderlins später Lyrik (= Quellen und Forschungen zur Literatur- und Kulturgeschichte, Band 94). De Gruyter, Berlin/Boston 2019.
- Jürgen Link: Hölderlins Fluchtlinie Griechenland. Göttingen 2020.
- Kurt Oesterle: Wir & Hölderlin? Was der größte Dichter der Deutschen uns 250 Jahre nach seiner Geburt noch zu sagen hat. Klöpfer und Narr, Tübingen 2020.
- Karen Gloy: Nochmals Hölderlins Brod und Wein. Verlag Königshausen & Neumann, Würzburg 2022, ISBN 978-3-8260-7724-1.

### Zu Hölderlins Philosophie
- Jochen Schmidt: Hölderlins geschichtsphilosophische Hymnen ‚Friedensfeier‘, ‚Der Einzige‘, ‚Patmos‘. Wissenschaftliche Buchgesellschaft, Darmstadt 1990, ISBN 3-534-10869-8.
- Henning Bothe: Hölderlin zur Einführung. Junius, Hamburg 1994, ISBN 3-88506-904-0 (akzentuiert die Philosophie Hölderlins).
- Jürgen Link: Hölderlin-Rousseau: Inventive Rückkehr. Wiesbaden 1999.
- Myriam-Sonja Hantke: Die Poesie der All-Einheit bei Friedrich Hölderlin und Nishida Kitarô (= Weltphilosophien im Gespräch. Band 3). Verlag Traugott Bautz, Nordhausen 2009, ISBN 978-3-88309-502-8.
- Martin Thurner: Gnadenhafte Verborgenheit. Meister Eckharts psychologische und Friedrich Hölderlins geschichtsphilosophische Begründung des Gottesentzugs. In: Münchener Theologische Zeitschrift. Band 72, Nr. 3, 2021, S. 215–242.

### Bibliographie
- Internationale Hölderlin-Bibliographie (IHB), herausgegeben vom Hölderlin-Archiv der Württembergischen Landesbibliothek Stuttgart, erste Ausgabe 1804–1983, bearbeitet von Maria Kohler. Frommann-Holzboog, Stuttgart 1985, ISBN 3-7728-1000-4.
- Internationale Hölderlin-Bibliographie online, ab Zugangsjahr 1984, herausgegeben vom Hölderlin-Archiv der Württembergischen Landesbibliothek Stuttgart, Stuttgart 2001 ff.

## Hörbücher
- Harald Bergmann, Scardanelli – Gedichte gesprochen von Walter Schmidinger, ECM New Series 1761.
- Turmgedichte, gesprochen von Christian Reiner, ECM New Series 2285/476 2937.
- Hyperion, gelesen von Christian Brückner, 5 CDs, Parlando Verlag, Live-Mitschnitt SR 2011.
- Hölderlin – Die Grenzgänger. Müller-Lüdenscheidt-Verlag, 2020.